# Berliner Dom
Der Berliner Dom (offiziell: Oberpfarr- und Domkirche zu Berlin) ist eine evangelische Kirche am Lustgarten auf der Museumsinsel in Berlin-Mitte. Der Neorenaissancebau wurde 1894 bis 1905 im Auftrag von Wilhelm II. nach Entwurf von Julius Raschdorff errichtet. Er ist die größte evangelische Kirche Deutschlands und eine der bedeutendsten dynastischen Grabstätten Europas. Neben Gottesdiensten wird er auch für Staatsakte, Konzerte und andere Veranstaltungen genutzt. Seit dem Abriss der nördlichen Denkmalskirche während der SED-Diktatur 1975 besteht der Berliner Dom aus der zentralen Predigtkirche, der südlichen Tauf- und Traukirche sowie der Hohenzollerngruft. Während des Zweiten Weltkriegs 1944 schwer beschädigt, wurde das Äußere bis 1984 verändert und das Innere bis 2002 originalgetreu wiederaufgebaut. Aktuell wird die Hohenzollerngruft bis 2026 saniert und über eine Rekonstruktion der Denkmalskirche diskutiert.

## Maße
Ursprünglich war der Dom 114 Meter lang, 73 Meter breit, 114 Meter hoch und bot 2100 Sitzplätze. Aufgrund der abgerissenen Denkmalskirche, der vereinfacht wiederaufgebauten Kuppel und der in die Predigtkirche versetzten Prunksarkophage ist er heute 90 Meter lang, 98 Meter hoch und bietet 1390 Sitzplätze. Die Kuppel hat einen Durchmesser von 33 Metern. Mit einer Grundfläche von 6270 Quadratmetern ist er die größte evangelische Kirche Deutschlands.

## Geschichte

### Erster Dom (1536–1747)
Die Geschichte eines Doms auf der Spreeinsel reicht bis ins 15. Jahrhundert zurück. Im gerade fertiggestellten Schloss wurde 1450 die Erasmus-Kapelle als Hofkirche geweiht. Das bei ihr angesiedelte Kollegiatstift wurde 1465 von Papst Paul II. bestätigt.
Nachdem Joachim II. im Jahr 1535 Kurfürst geworden war, ließ er die südlich des Schlosses gelegene Dominikanerkirche zur neuen Hofkirche umbauen. Die mittelalterliche Backsteinkirche der Dominikaner im gotischen Stil wurde ausgebaut, reich ausgestattet, es wurden fürstliche Begräbnisstätten eingerichtet und ein Glockengeläut installiert. Der neue Dom wurde 1536 geweiht. Im Jahr 1539 trat Joachim II. zum lutherischen Glauben über: Aus dem katholischen Dom wurde ein evangelischer Dom. 1608 wurde auch das Domkapitel aufgelöst, der Dom wurde zur obersten Pfarrkirche Cöllns.
Der Übertritt des Kurfürsten Johann Sigismund und seines Hofes zum reformierten Bekenntnis am Weihnachtstag 1613 im Dom und seine folgende Umgestaltung im reformierten Sinn hatten Konflikte mit den Ständen und der lutherischen Kirche der Kurmark zur Folge. Sie entluden sich im April 1615 in Berlin und Cölln seitens der Einwohner im sogenannten Berliner Tumult mit schweren Ausschreitungen und Plünderungen der Wohnhäuser der calvinistischen Hofgeistlichen.

### Zweiter Dom (1747–1894)
Da die Backsteinkirche in den folgenden Jahrhunderten baufällig geworden war, ließ Friedrich II. zwischen 1747 und 1750 einen barocken Neubau am Lustgarten, dem heutigen Standort des Doms, errichten und nach der Überführung der kurfürstlichen Särge in den Neubau den alten Dom abreißen. Architekten dieses am 6. September 1750 eingeweihten Neubaus waren der aus den Niederlanden stammende Johann Boumann, der eine sehr nüchterne Konzeption des Barocks hatte, sowie Georg Wenzeslaus von Knobelsdorff.
Zu Anfang des 19. Jahrhunderts gestaltete Karl Friedrich Schinkel den Dom in einer schlichten Variante des damals modernen Klassizismus um, das Innere in den Jahren 1816/1817, das äußere Erscheinungsbild in den Jahren 1820/1821. Leitender Bauingenieur (Regierungsbaukondukteur) beim Umbau war der Schinkelschüler und spätere Mecklenburg-Strelitzer Hofbaumeister Friedrich Wilhelm Buttel.
Während des 19. Jahrhunderts wurde diskutiert, ob der bestehende bescheidene Schinkel-Dom, der ein Umbau der unter Friedrich dem Großen errichteten barocken Domkirche war, den Repräsentationsansprüchen der Monarchie noch länger gewachsen sei. Auf Betreiben von König Friedrich Wilhelm IV. wurde beschlossen, eine neue, prunkvollere Domkirche zu bauen, die als zweitürmige Basilika mit einem dreischiffigen Langhaus nach italienischem Vorbild errichtet werden sollte. Die Entwürfe lieferte Friedrich August Stüler, ein Schüler Schinkels. Mit ersten Bauarbeiten wurde begonnen. Die Grundmauern mit den sich abzeichnenden Apsiden wurden in der Spree errichtet. Ebenso wurden neben dem Dom bereits die hohen Mauern der geplanten königlichen Begräbnisstätte und Hohenzollern-Grablege, des von König Friedrich Wilhelm IV. sogenannten Campo Santo errichtet. Das an dieser Stelle befindliche königliche Waschhaus war zuvor abgerissen worden. Die Revolution von 1848 unterbrach die Bauarbeiten zunächst. In der folgenden Reaktionsära ließ das öffentliche Interesse am Basilika-Projekt zugunsten eines Kuppelbau-Projektes nach. Hinzu kam, dass der Hof 1854 durch die Fertigstellung der Schlosskapelle in der Schlosskuppel eine neue, prachtvolle Hofkirche bekam. Inzwischen bestimmte in Preußen das Abgeordnetenhaus über den Staatshaushalt. Dessen Mehrheit war unwillig, die ambitionierten Bauprojekte des Königs zu finanzieren. Damit waren die Bauarbeiten im Jahr 1848 für Jahrzehnte zum Erliegen gekommen.

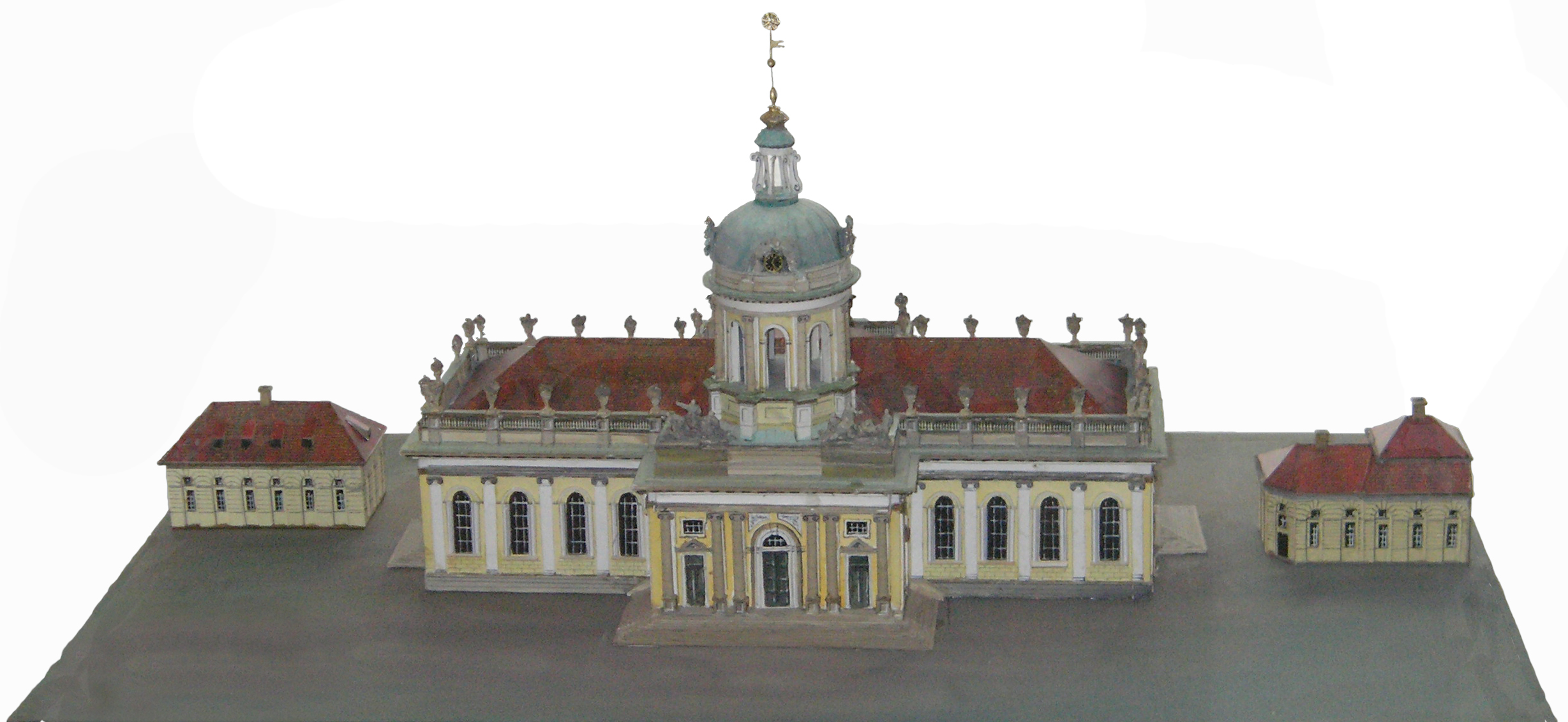
Modell des barocken Doms von Boumann und Knobelsdorff
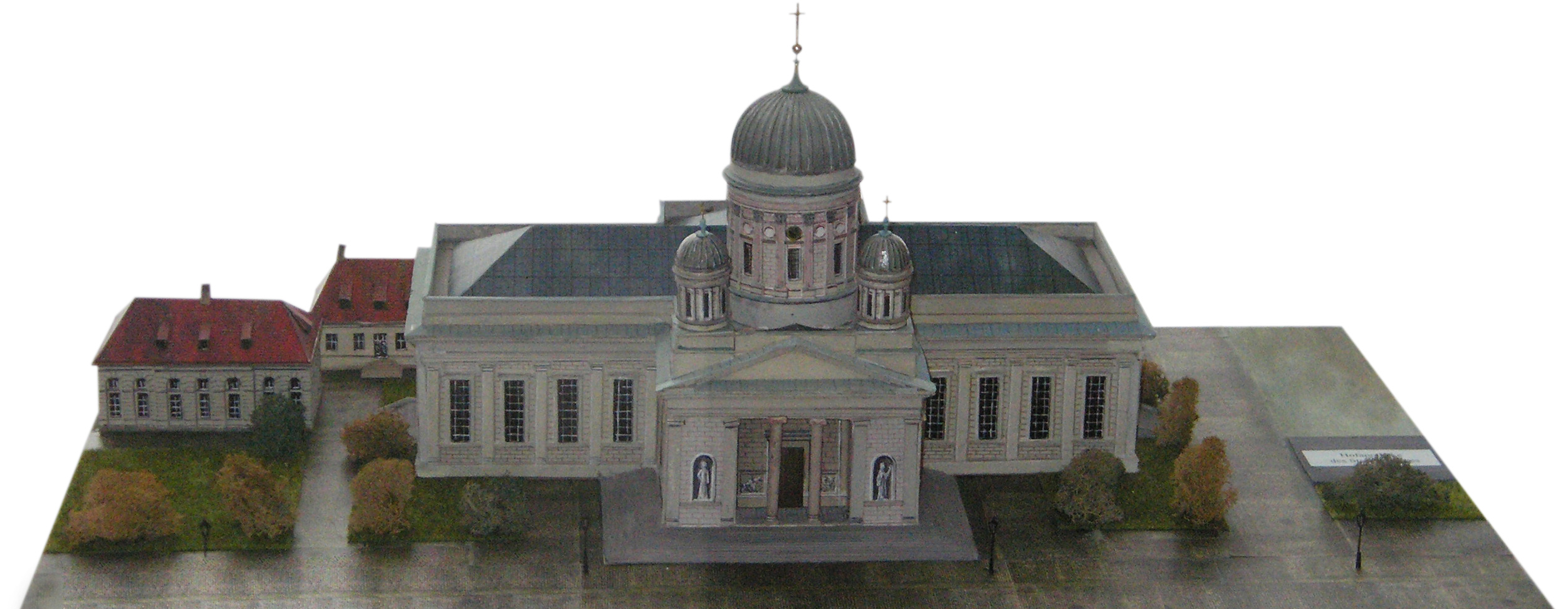
Modell des klassizistischen Doms von Schinkel
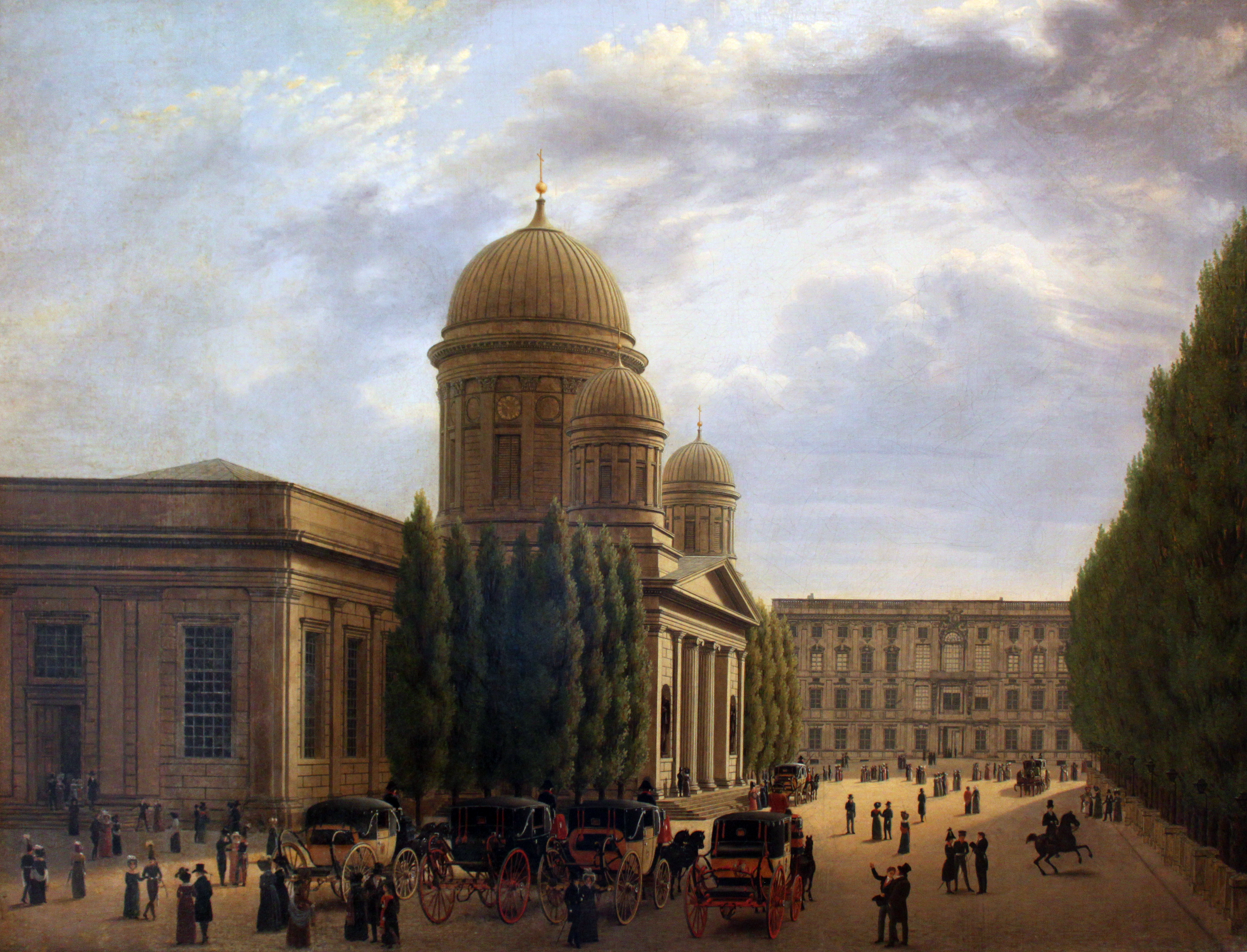
Der alte Berliner Dom, Gemälde von Carl Hasenpflug, 1825
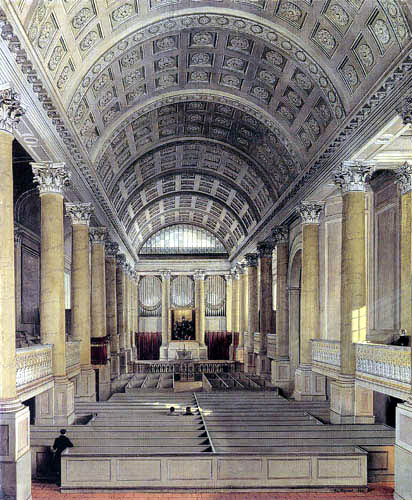
Im alten Berliner Dom, Gemälde von Eduard Gaertner, 1824
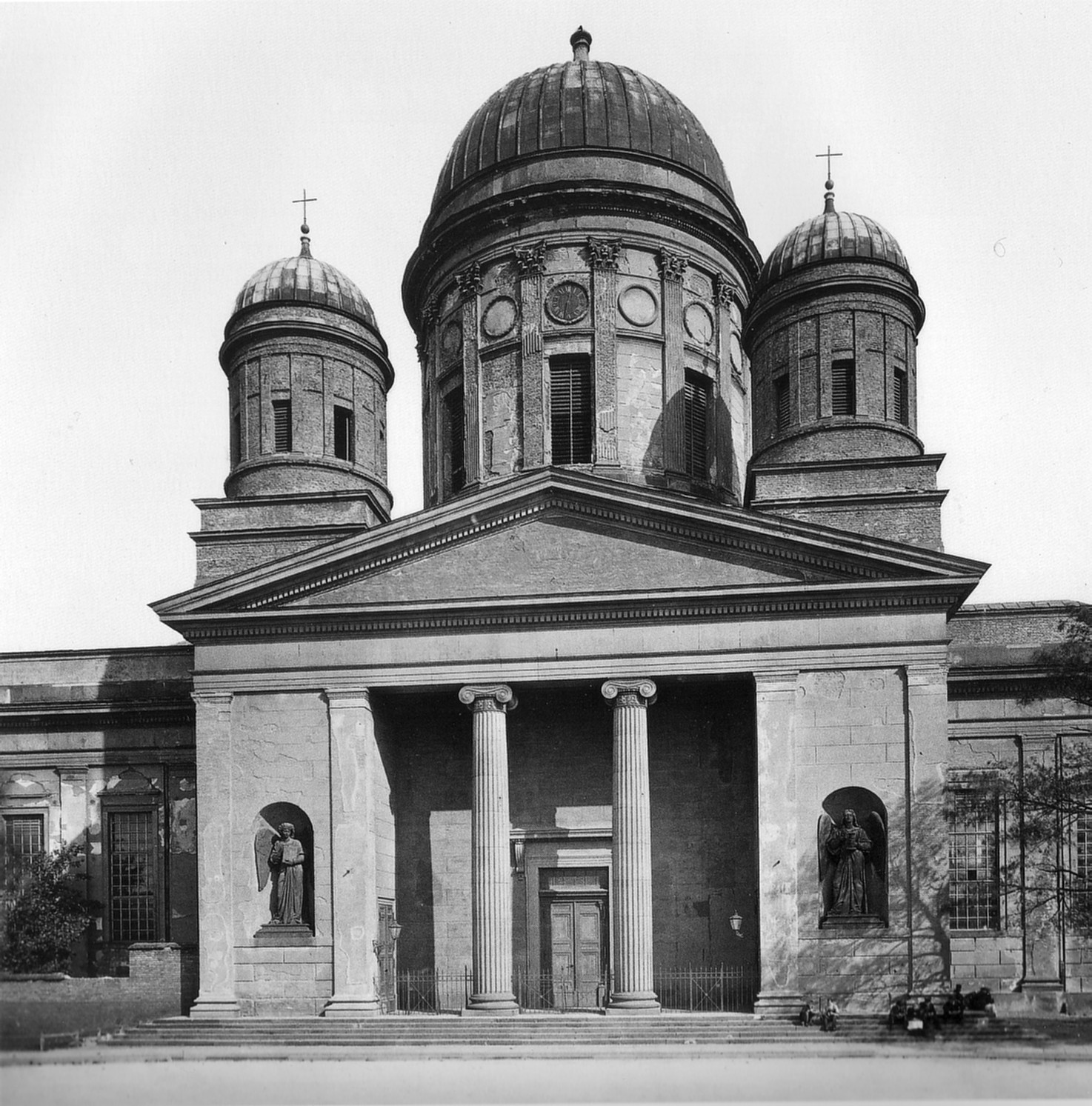
Klassizistischer Dom vor dem Abriss, 1892
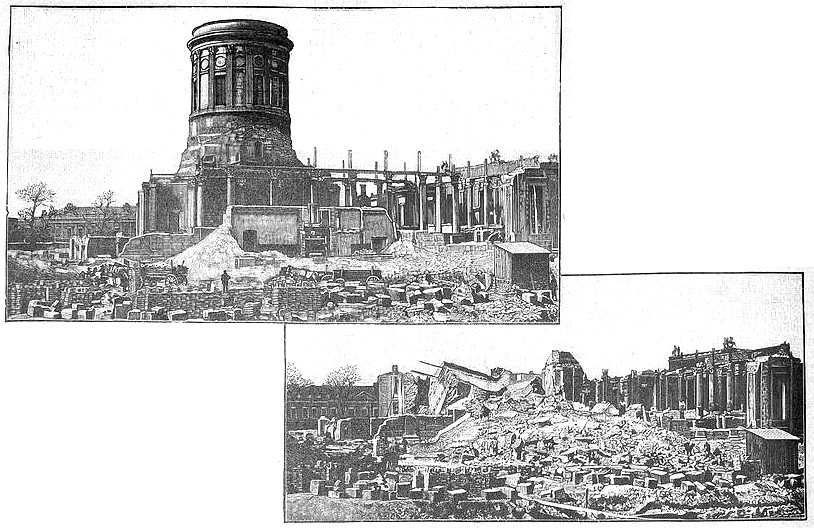
Der Berliner Domthurm vor und nach der Sprengung. Aus: Die Gartenlaube, 1893
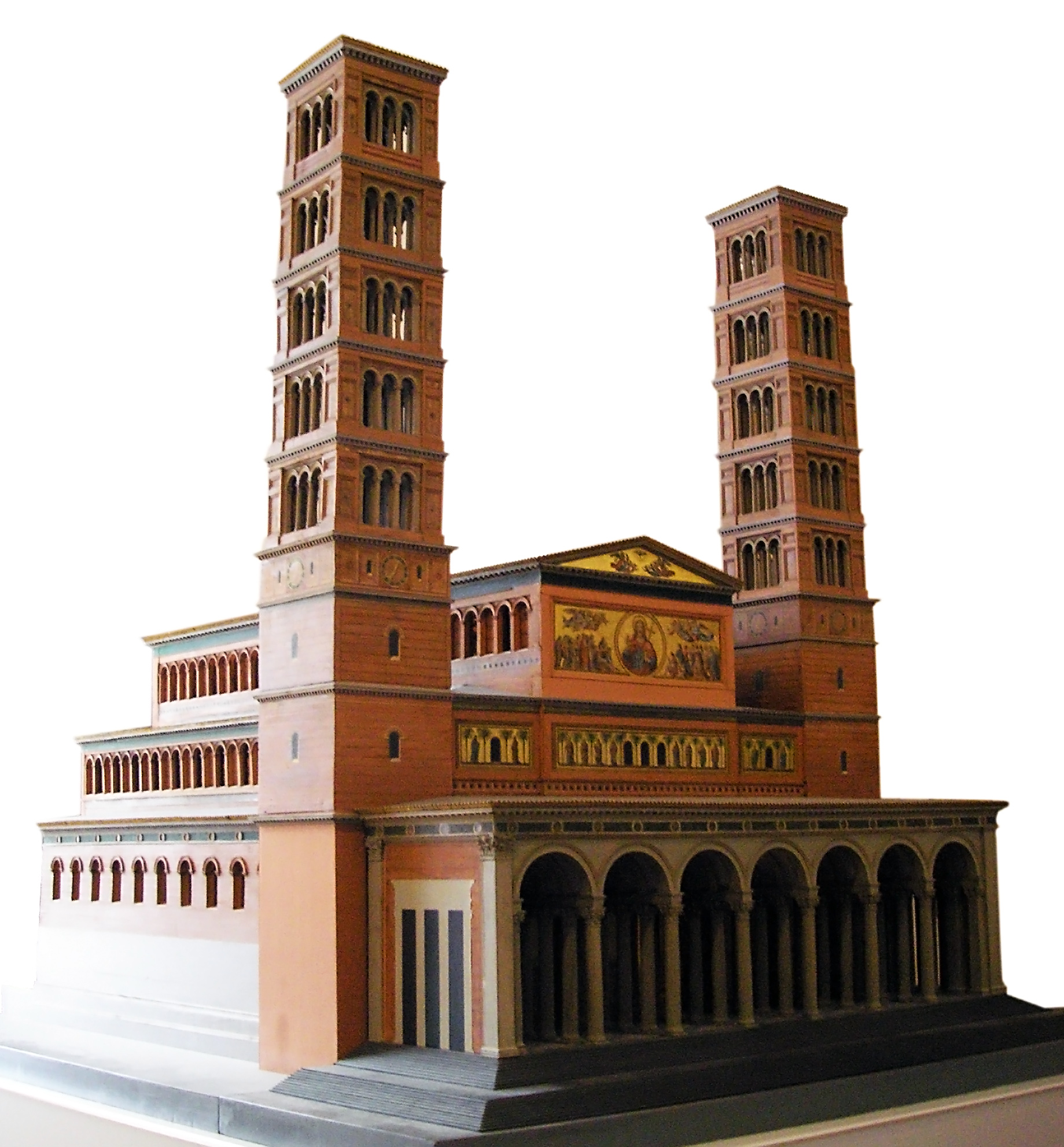
Modell des Entwurfs der zweitürmigen Basilika von Stüler, von 1843

### Domneubau (1894–1905)

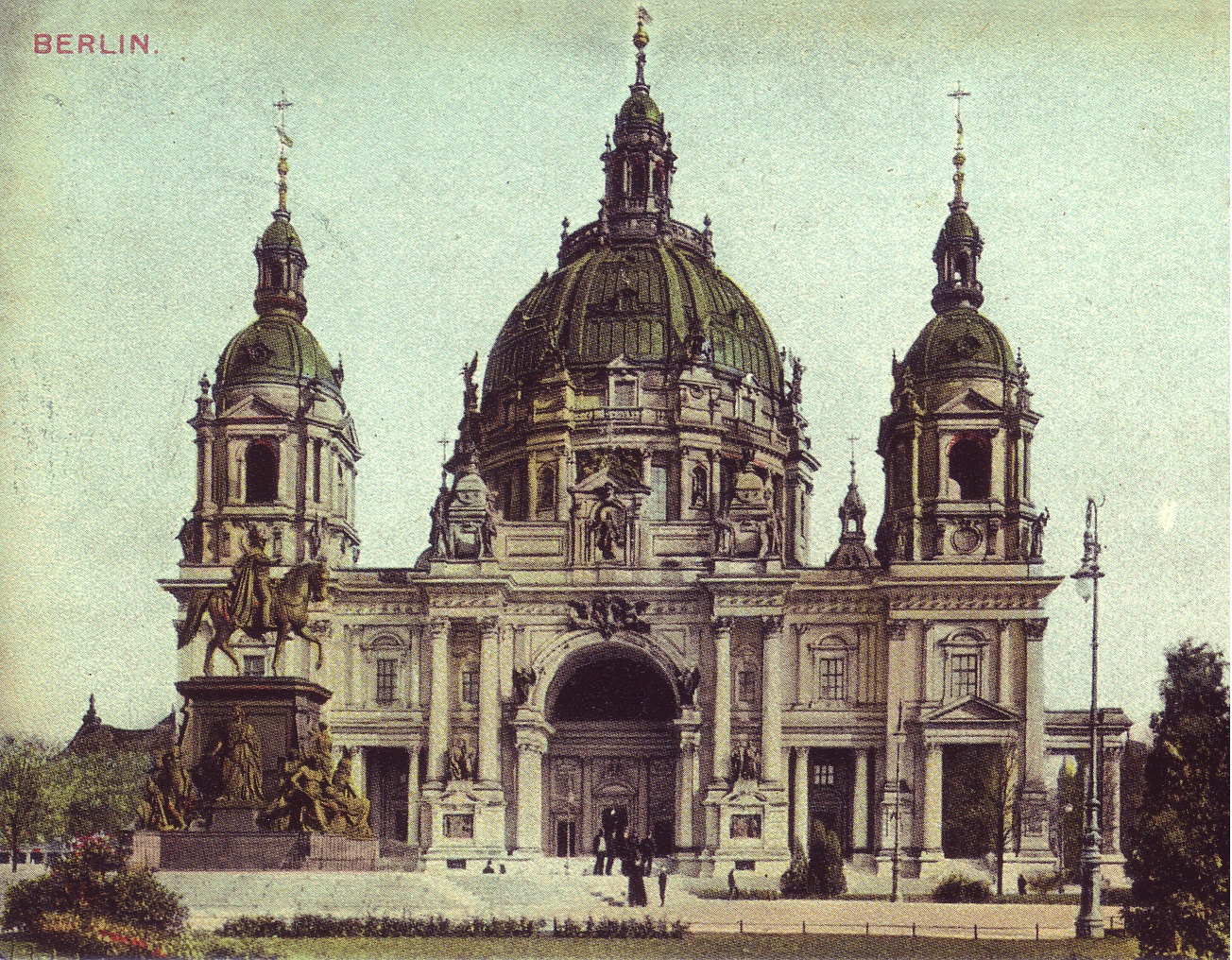
Berliner Dom auf einer Postkarte um 1900, davor der Lustgarten

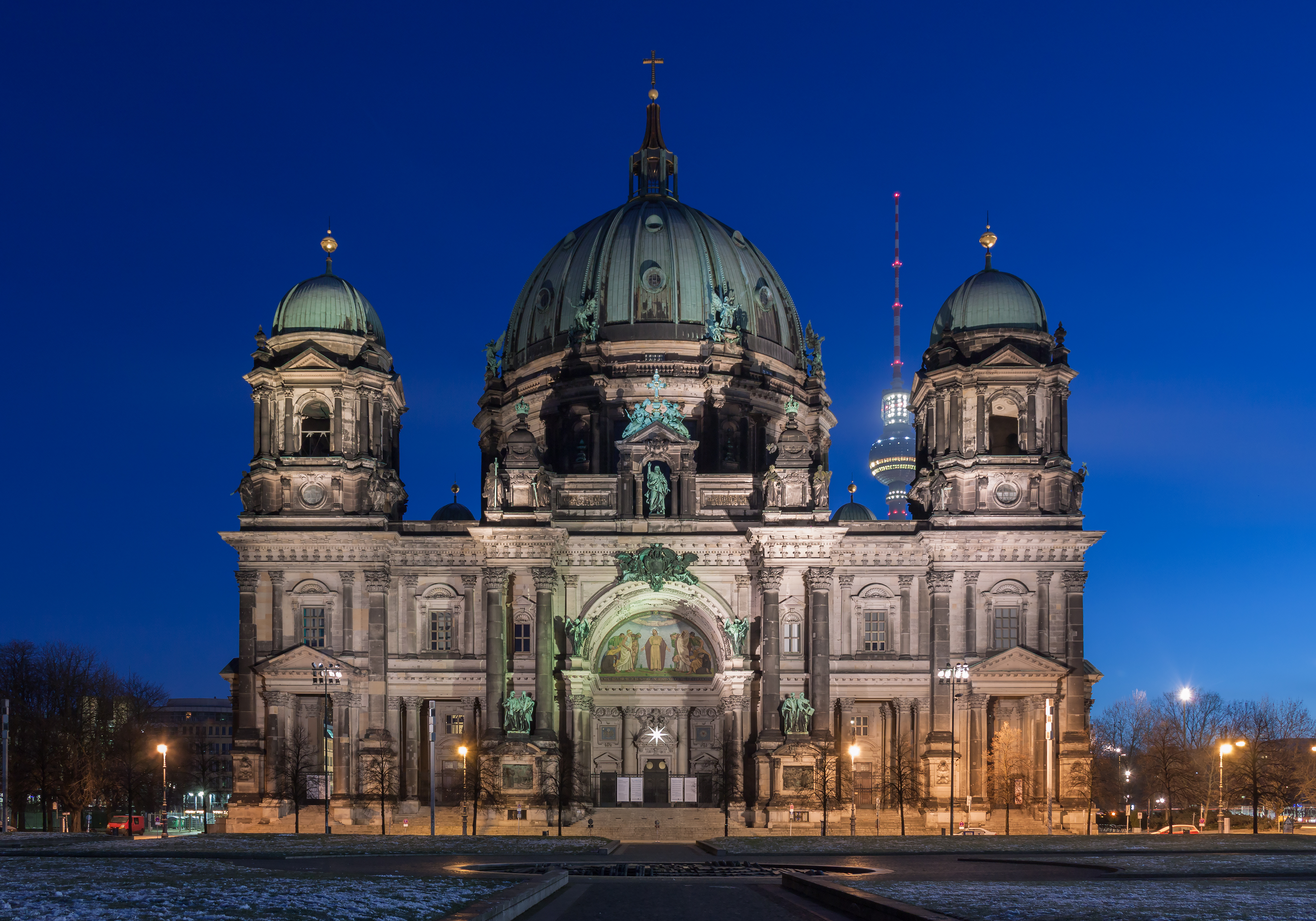
Westfassade bei Nacht, Zustand seit dem vereinfachten Wiederaufbau

Nach der Reichsgründung erneuerte sich der Ruf nach einem repräsentativen Gotteshaus, das sich mit den großen Kirchen der Welt messen konnte und zugleich die evangelischen Vorgängerkirchen eindrucksvoll ersetzen sollte. 1885 legte der Architekt Julius Carl Raschdorff, Professor an der Technischen Hochschule Charlottenburg, Pläne für einen Neubau vor. Aber erst Wilhelm II. veranlasste in seiner Eigenschaft als König und Summus Episcopus in Preußen den Abriss des Schinkel-Doms und den Bau eines neuen Doms nach Raschdorffs Plänen, die von einer „barock beeinflussten italienischen Hochrenaissance“ geprägt sind. Damit ist der Berliner Dom der Neorenaissance zuzuordnen, einer Stilrichtung des Historismus.
Die Grundsteinlegung dieses Baus erfolgte am 17. Juni 1894, mit der Zielstellung, das Bauwerk im Jahr 1900 einweihen zu können. Bauverzögerungen führten jedoch dazu, dass dies erst am 27. Februar 1905 erfolgen konnte.
Für den Domneubau zeichnete eine Dombauverwaltung unter Leitung des Architekten Julius Raschdorff (seit dem 2. Juli 1892 Dombaumeister) verantwortlich. Diese Bauverwaltung bestand aus zwei Abteilungen, einer ersten Abteilung für die Erstellung der Bau- und Ausführungspläne und die Überwachung der Baumodelle sowie einer zweiten Abteilung für die tatsächliche Bauausführung und deren Beaufsichtigung sowie das Rechnungswesen (mit Aufmaß und Abrechnung in nicht einfacher Komplexität). Die erste Abteilung, der auch künstlerische Planungen oblagen, stand Julius Raschdorffs Sohn Otto vor, wobei Wilhelm II. während der gesamten Bauzeit Einfluss auf die Gestaltung des Doms ausübte. So änderte der Maler Anton von Werner seine Entwürfe für die Ausgestaltung der Kuppel-Mosaikfelder, die Mosaikbilder der Evangelisten und Fenstergestaltungen in der Apsis der Domkirche nach Wilhelms persönlichen Wünschen. Für die Leitung der zweiten Abteilung Baudurchführung durch die Dombauverwaltung zeichnete Baurat Julius Kleinau verantwortlich, dem der spätere Dombaumeister Bernhard Hoffmann assistierte und den in der Bauführung bis 1896 der Architekt Moritz Korn unterstützte.
Für die statische Berechnung und den Entwurf der Stahlkonstruktion der Kuppel zeichnete Heinrich Müller-Breslau verantwortlich.
Der Hauptaltar aus dem Vorgängerbau, geschaffen 1850 von Friedrich August Stüler, fand im Neubau seinen Platz. Das Altarbild der Tauf- und Traukirche wurde 1821 von Carl Joseph Begas gestaltet.
In der Hohenzollerngruft erhielt der Sarkophag des Kaisers Friedrich III., der nach dessen Tod im Mausoleum in Potsdam gestanden hatte, hier seinen neuen Platz. Zu diesem Anlass fertigte Reinhold Begas im Auftrag des Kaisers Wilhelm II. einen neuen Sarkophag aus griechischem Marmor, der im November 1905 fertiggestellt wurde.
Der Dom wurde bereits frühzeitig mit elektrischer Beleuchtung ausgestattet, die anfangs aus Bogen- und Nernstlampen bestand. Zudem wurde das Gebläse der Orgel mit Motorkraft bewegt, das Läutewerk ebenfalls und 1905 gab es schon einen elektrischen Personenaufzug.

### Zerstörungen und Wiederaufbau
Im Zweiten Weltkrieg erlitt der Dom zunehmend größere Schäden. Zunächst wurden bei einem alliierten Luftangriff auf die benachbarte Burgstraße sämtliche Altarfenster zerstört, in den Kuppeln der Ecktürme kam es zu größeren Rissen. Später, bei einem der stärksten Luftangriffe auf Berlin am 24. Mai 1944, traf es die Kuppel mit ihrer Laterne schwer. Ein Kanister, gefüllt mit Flüssigbrandstoff, setzte die mit Torf als Isolierung ausgekleidete Holzverschalung unter der Kupfereindeckung in Brand. Die anrückenden Löschtruppen konnten den Brandherd nicht erreichen. Daraufhin stürzte die gesamte Kuppellaterne in das Dominnere hinab, durchschlug mit ihrem enormen Gewicht den Boden der Predigtkirche und beschädigte große Teile der darunterliegenden Hohenzollerngruft. Es ist überliefert, dass Domorganist Fritz Heitmann auch noch bei offener Kuppel auf der Orgel, die vor den herabfallenden Trümmern geschützt war, gespielt haben soll. Daneben beschädigte der Angriff die Denkmalskirche und erneut die vier Türme. Nach dem Krieg galt der Dom als zu 25 Prozent zerstört. Am Orgelwerk richteten Diebe später große Schäden an. Sie stahlen rund ein Drittel der Pfeifen und rissen Leitungen der pneumatischen Traktur heraus, um das Metall zu verkaufen.
Nachdem die Predigtkirche unbenutzbar geworden war, hatte sich die Domgemeinde erstmals zu Pfingsten 1944 in einem eigens dazu unter der Denkmalskirche abgetrennten Teil der Hohenzollerngruft versammelt. Umgebaut zur Domgruftkirche diente er, von einer Unterbrechung von Frühjahr bis September 1945 abgesehen, und seit 1946 mit der Schuke-Orgel ausgestattet, den Gottesdiensten der Domgemeinde. Bis zu seinem Abschied 1960 predigte hier der Oberdomprediger Bruno Doehring jeden Sonntag vor rund eintausend Gläubigen. Im Jahr 1971 nach notdürftiger Wiederherstellung der Tauf- und Traukirche geschlossen, wurde die verkleinerte Domgruftkirche noch einmal in den Jahren 1975–1980 während der Restaurierungsarbeiten in der Tauf- und Traukirche benutzt.
Die Kuppel hatte sich in ihrer Form erhalten können, nun klaffte aber ein großes Loch in der Mitte. Die Predigtkirche, schon durch Staub und Trümmer schwer geschädigt, erlitt weitere Schäden durch die folgenden Wettereinflüsse, ebenso die Kuppelmosaiken. Um das Dominnere zu schützen, kam daher nur eine schnellstmögliche Schließung der Kuppel in Frage. Die Stadtverordnetenversammlung beschloss deshalb 1948 eine Soforthilfe, doch konnten die notwendigen Arbeiten erst 1953 abgeschlossen werden. Die Gruft wurde nicht renoviert und war in diesen Jahren der Öffentlichkeit auch nicht zugängig.
Nach Notreparaturen war der Dom bis auf die Denkmals- und die Predigtkirche wieder nutzbar. Er diente von 1945 bis zum Beginn der Wiederherstellung im Jahr 1975 der Theologischen Fakultät der Humboldt-Universität und der theologischen Zweigbibliothek der Universitätsbibliothek als Sitz.
Nach längeren Diskussionen über die Gestaltung des Ost-Berliner Stadtzentrums, in denen mehrmals der Abriss des Doms oder seine Umnutzung in veränderter Form zur Debatte stand, entschloss sich die DDR-Regierung im Jahr 1975 zum Wiederaufbau des Doms. Grundsätzlich sollten die am Marx-Engels-Platz inzwischen errichteten Staatsbauten Palast der Republik mit der Volkskammer, das Staatsratsgebäude und das Außenministerium der DDR in ihrer Wirkung nicht durch ein vollständig restauriertes Zeugnis des Kaiserreichs beeinträchtigt werden.
Daher ließ sie die beschädigte Denkmalskirche an der Nordseite sowie die unversehrt gebliebene Unterfahrt am Südwestturm abreißen. Die Hauptkuppel und die vier Turmabschlüsse erhielten nicht ihre ursprüngliche Form, sondern wurden stark vereinfacht sowie um jeweils 16 Meter in der Höhe reduziert. Besonders auffällig war die Entfernung sämtlicher Abschlusslaternen und ein völlig neues Kuppelkreuz. Ferner wurden bei der Beseitigung der Denkmalskirche das von Reinhold Begas geschaffene marmorne Bismarck-Epitaph zerstört und die Prunksarkophage der Hohenzollern in die nun verkleinerte Gruftkirche verlegt. 204 Fassadenelemente der Denkmalskirche konnten in ein Depot in Ahrensfelde verbracht werden, wo sie bis heute liegen. 1983 waren diese Arbeiten so weit fortgeschritten, dass bis 1993 die aufwendige Rekonstruktion der Innenräume durchgeführt wurde. Sowohl das kaiserliche Treppenhaus als auch die zentrale Predigtkirche wurden nach Raschdorffs Originalplänen wiederhergestellt. Weiterhin erhielt das Südportal die bronzene Versöhnungstür von Siegfried Krepp. Anschließend folgten der Einbau der farbigen Chorfenster sowie die Restaurierung der Kuppelmosaiken, deren letztes Teilstück 2002 feierlich enthüllt wurde. In diesen Zusammenhang gehörte auch die umfassende Reinigung der Sauer-Orgel.
Die Kosten für den Wiederaufbau des Berliner Doms waren laut dem damaligen Mitakteur Manfred Stolpe auf ursprünglich 45 Millionen Valutamark veranschlagt, die die Evangelische Kirche Deutschlands und die Regierung der Bundesrepublik Deutschland in Höhe von 45 Millionen D-Mark bezahlten. Diese Summe hat Ludwig Geißel, Verhandlungsführer im Auftrag der EKD, bestätigt.
Auch hatte die DDR-Regierung im Oktober 1974 einen jährlichen Zuschuss von 200.000 DDR-Mark für den Unterhalt des Berliner Doms zugesagt, damit wurde eine Bedingung der Vertragspartner erfüllt. Zuvor gab es angeblich die DDR-Forderung, dass es Verhandlungen über Kirchenbauprogramme in der DDR nur gebe bei gleichzeitigen Verhandlungen über den Wiederaufbau des Berliner Doms.
Im Jahr 1976 kam es zur Nachtragszahlung zu den bereits bezahlten Baukosten von 45 Millionen D-Mark in Höhe von 20,5 Millionen D-Mark, in Summe nun 65,5 Millionen D-Mark.
Die tatsächlichen Kosten für den Wiederaufbau des Berliner Doms bis zur Fertigstellung 1993 betrugen 150 Millionen D-Mark und wurden ebenfalls von den beiden genannten Geldgebern beglichen. Der Wiederaufbau war damit das größte evangelische Kirchenbauprojekt auf deutschem Boden in der Nachkriegszeit und zugleich die langjährigste und umfangreichste Sakralbau-Kooperation zwischen der Bundesrepublik Deutschland und der DDR.
Im März 2019 wurde bekannt, dass die Fassade durch die Einflüsse von Ruß, Regen und Abgasen bröckelt und bis 2023 für 1,6 Millionen Euro saniert werden muss. Hierfür wurde eine Spendenaktion gestartet.

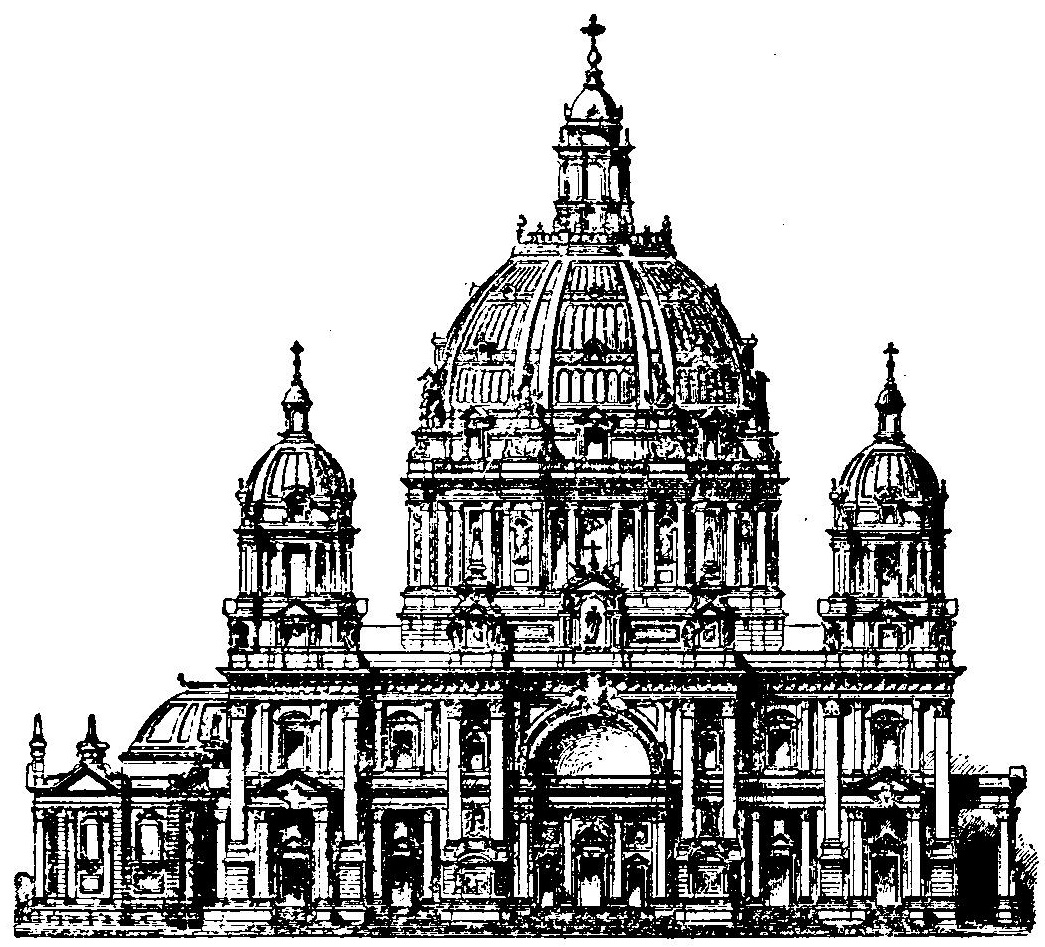
Aufriss der Westfassade mit hervorspringender Denkmalskirche (links) und Unterfahrt (rechts)
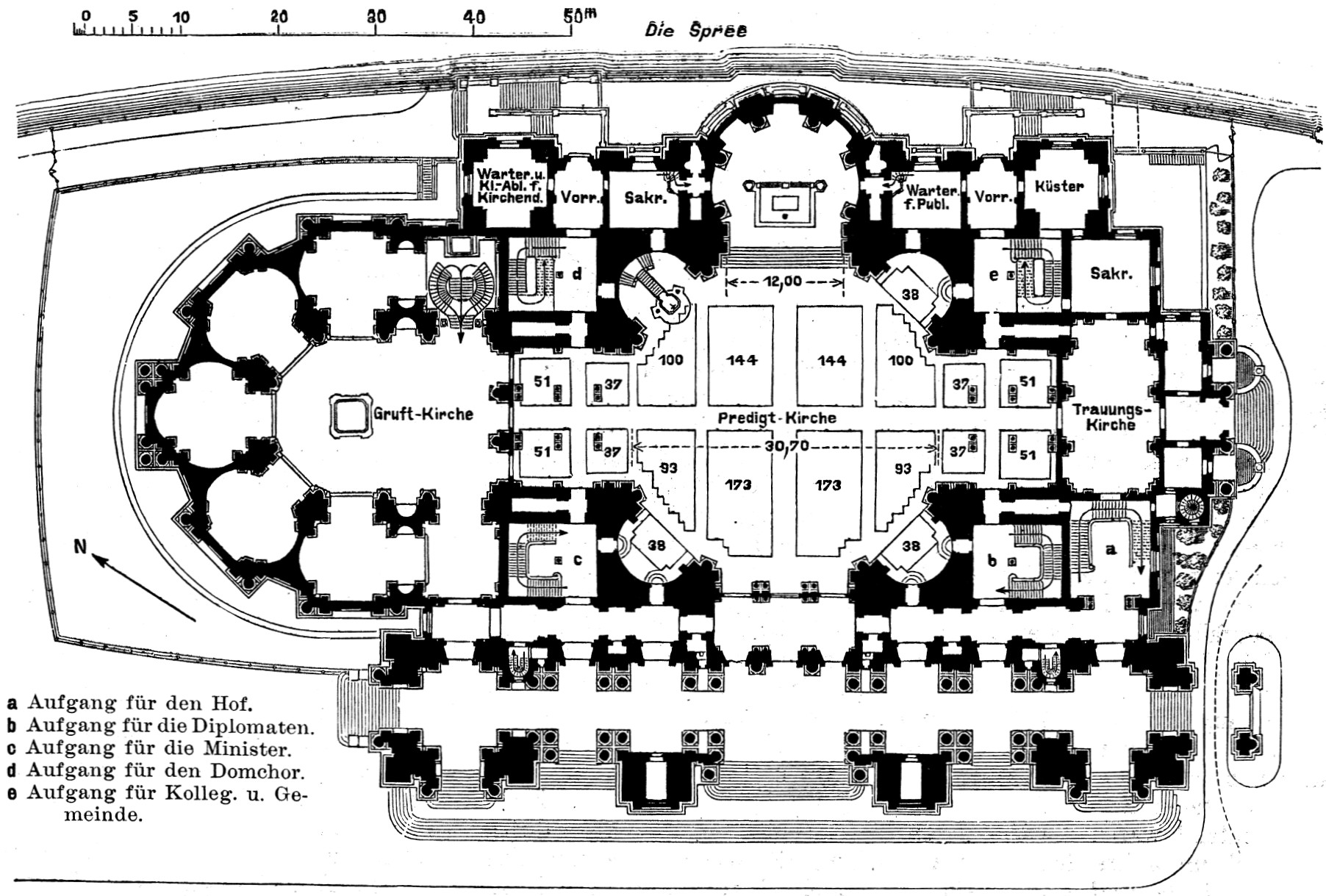
Grundriss des Hauptgeschosses mit Denkmalskirche (links), Predigtkirche (Mitte), Tauf- und Traukirche (rechts)
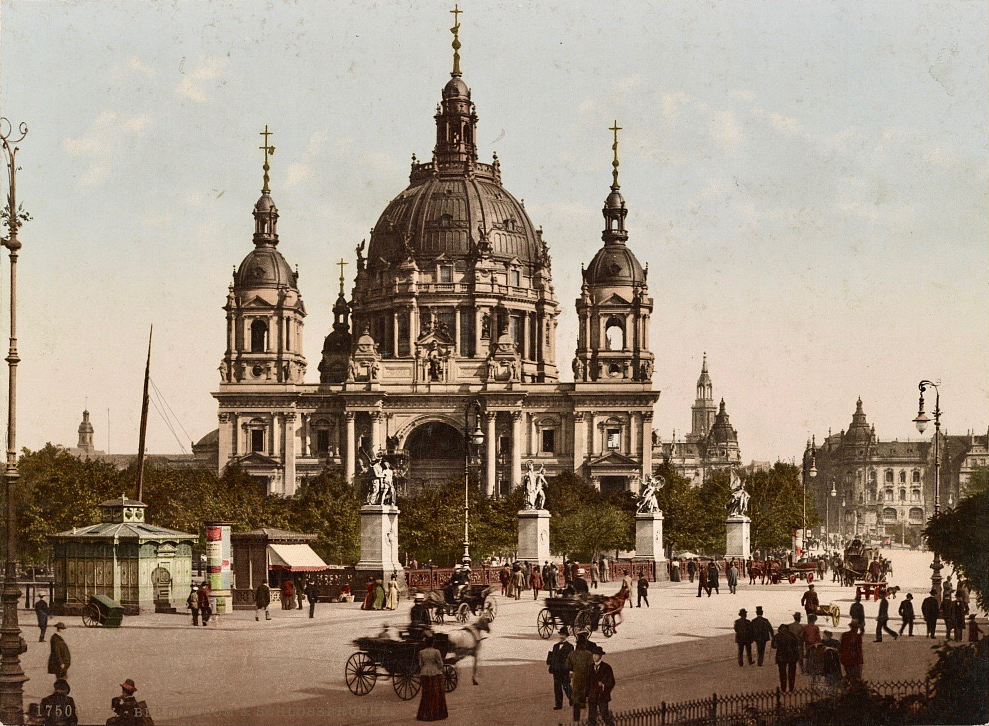
Berliner Dom und Schlossbrücke, um 1900
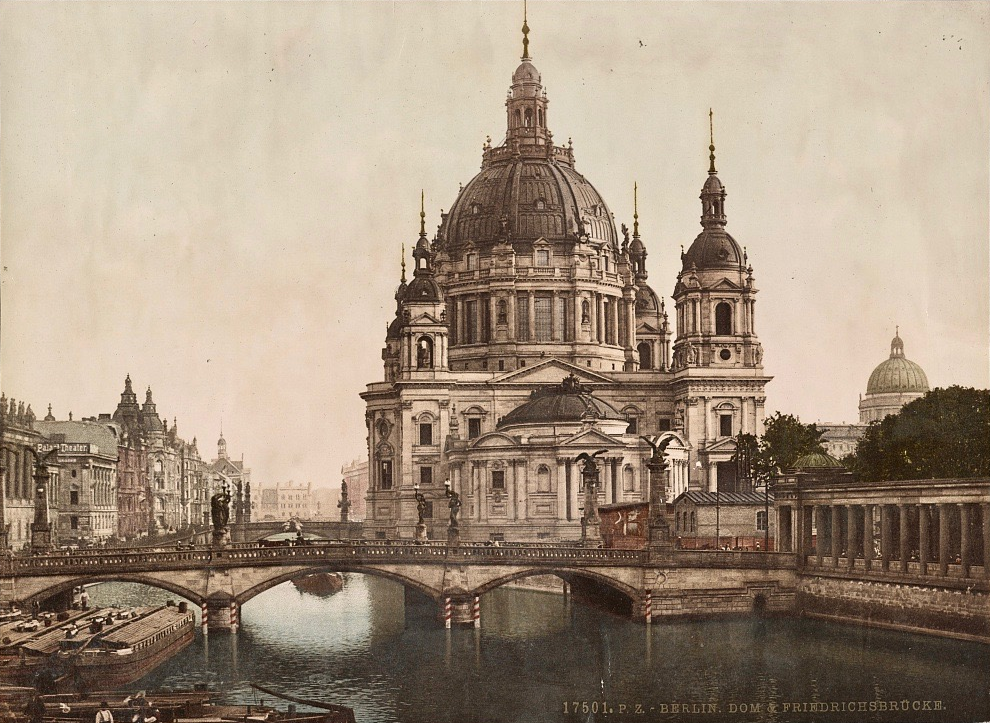
Berliner Dom mit Denkmalskirche, davor die Friedrichsbrücke, im Hintergrund das Schloss, um 1900
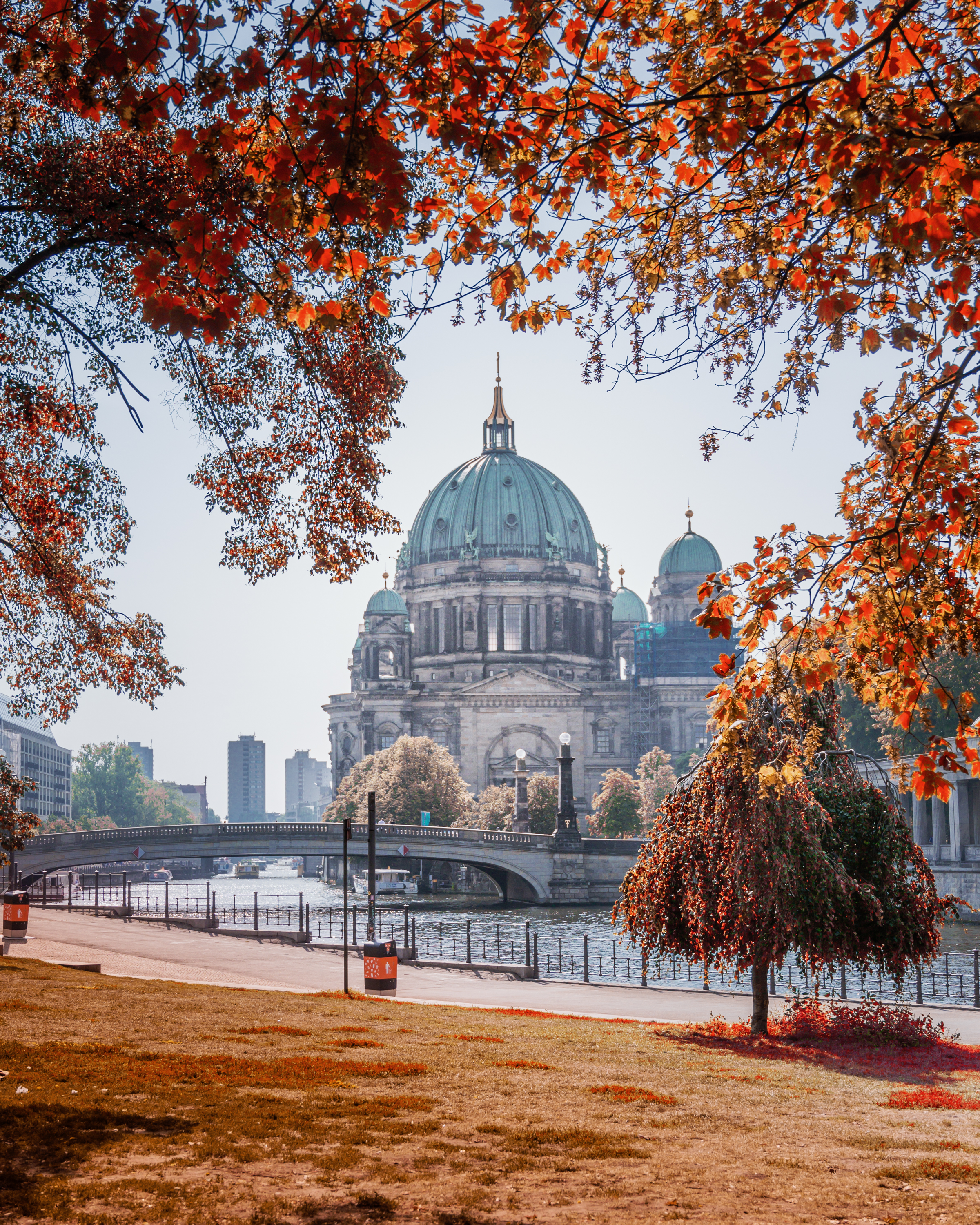
Ähnliche Perspektive im Jahr 2019, der Dom ohne Denkmalskirche
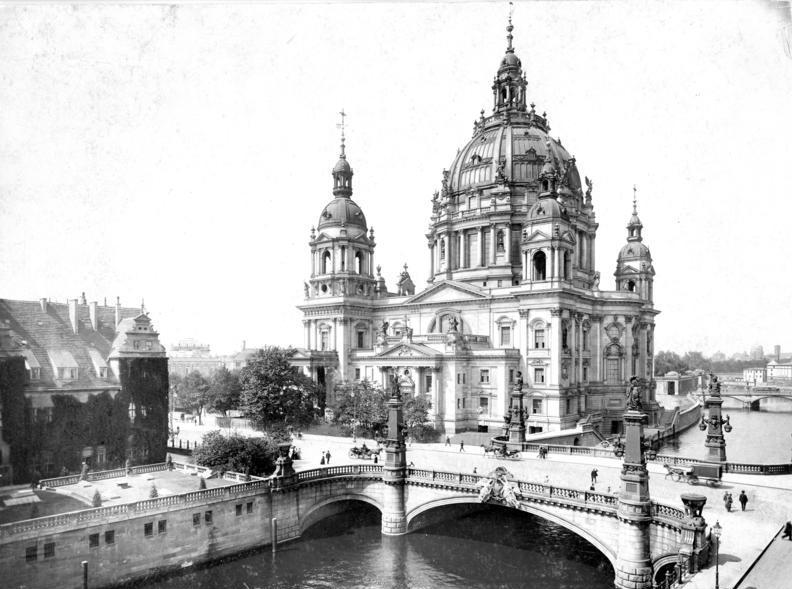
Ansicht des Berliner Doms von Südosten, um 1900
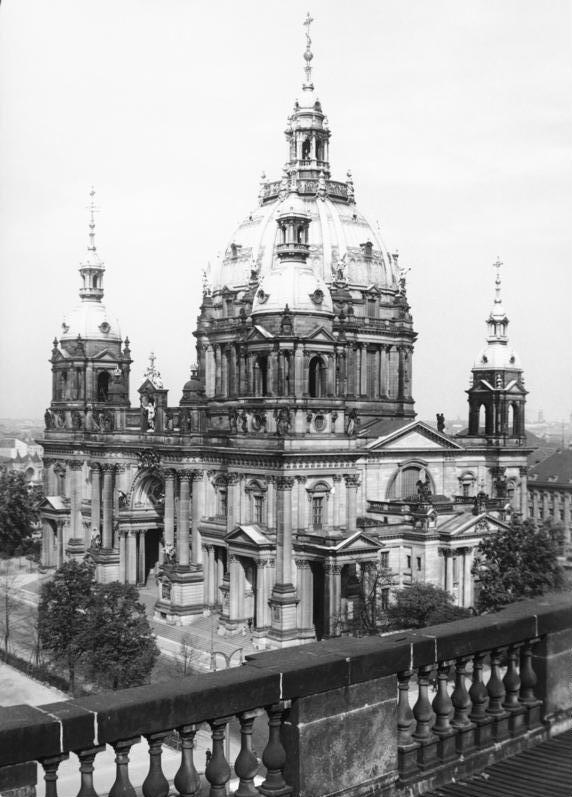
Blick vom Schloss auf den Dom, 1939
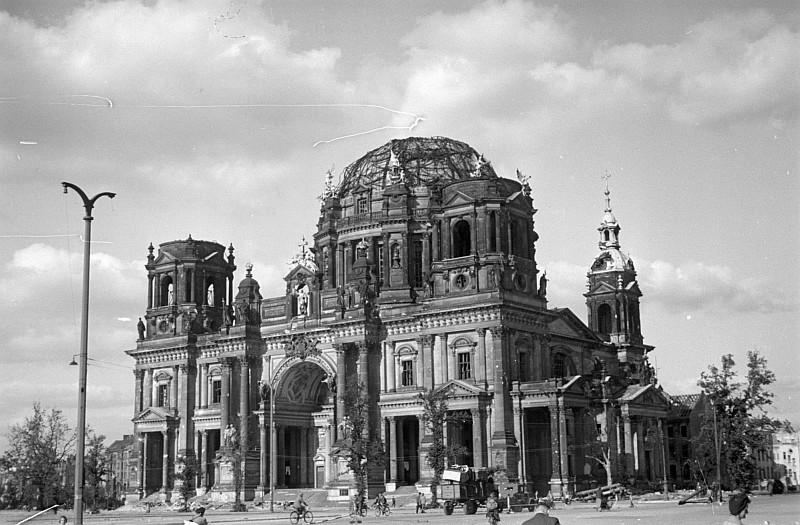
Dom mit schweren Kriegsschäden, 1945
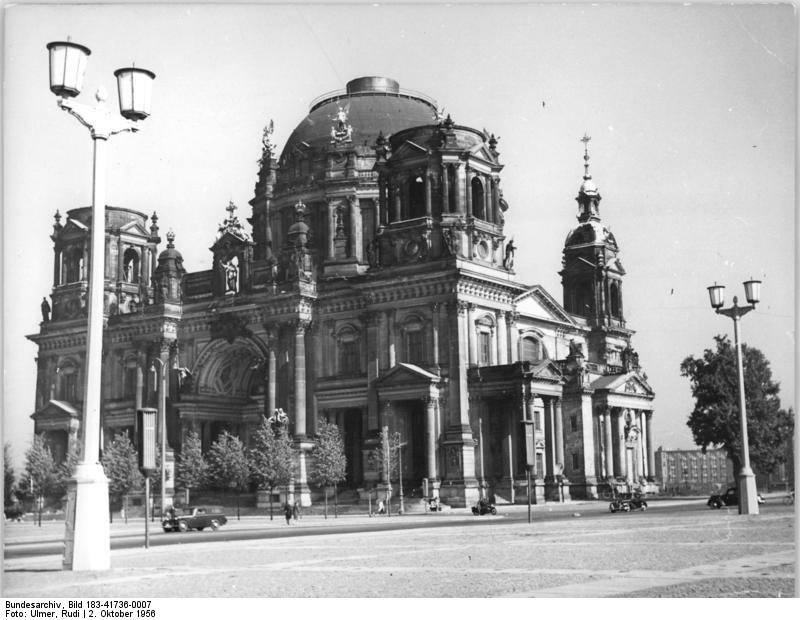
Dom mit provisorischer Kuppel, 1956
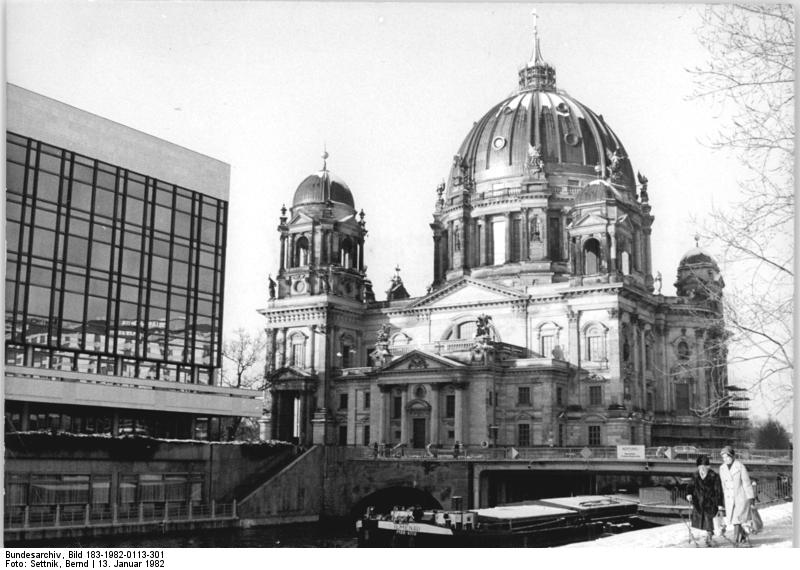
Dom nach Abschluss des Wiederaufbaus, links der Palast der Republik, 1982
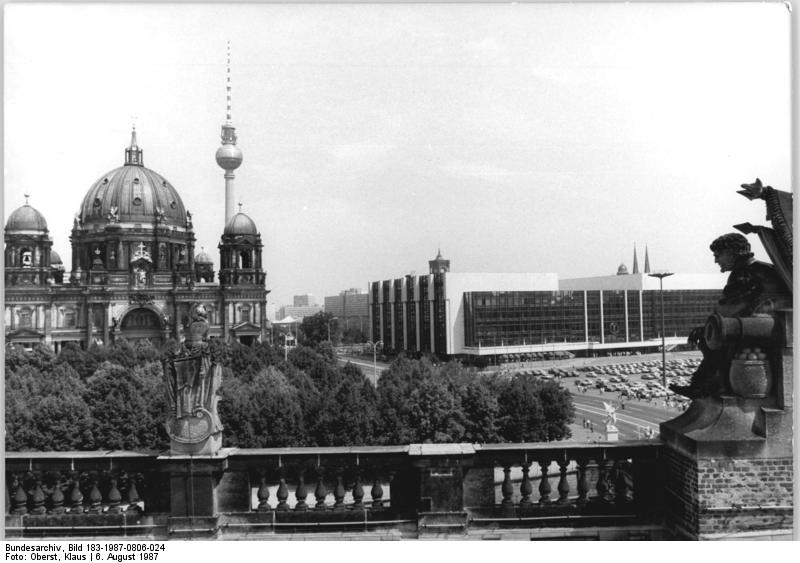
Blick vom Zeughaus auf den Dom, Fernsehturm und Palast der Republik, 1987

## Kuppel

### Historische Kuppel
Die Demontage des Kuppelkreuzes beflügelte eine Diskussion darüber, ob die fünf Kuppellaternen, wie sie vor dem Krieg das Bauwerk zierten, wieder aufgesetzt werden sollten. Kritiker des Kuppelkreuzes aus DDR-Zeiten bemängeln insbesondere, dass die ursprünglich umgesetzten Proportionen des Bauwerks mit der reduzierten Lösung nur unzureichend wiedergegeben werden. Entsprechend setzte sich insbesondere der Evangelische Kirchenbauverein für eine Rekonstruktion des Urzustandes ein und erhielt hierfür auch Unterstützung von der Gesellschaft Historisches Berlin. Im Streit hierüber wurden die Kritiker jedoch von der Domgemeinde abgewiesen, die diesem Ansinnen ablehnend gegenüberstand. Erschwerend für eine Rekonstruktion wirkt sich auch der Umstand aus, dass der derzeitige Zustand unter Denkmalschutz gestellt wurde. Die historische Kuppelkonstruktion des Unterbaus hingegen wurde 2007 für die Auszeichnung als Historisches Wahrzeichen der Ingenieurbaukunst in Deutschland nominiert.

### Kuppelkreuz

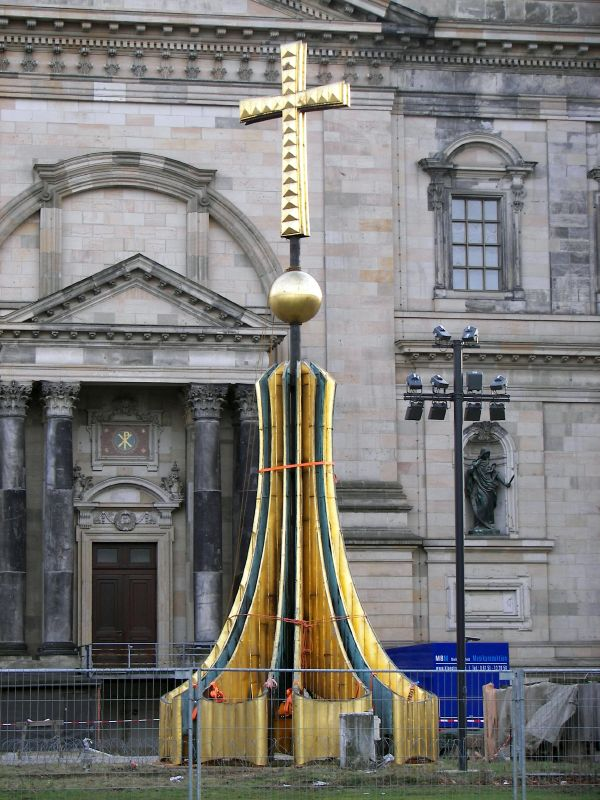
Demontiertes Kuppelkreuz neben dem Dom, 2006

Anfang Dezember 2006 wurde die 1981 im Zuge des Wiederaufbaus auf die Domkuppel gesetzte Laternenbekrönung abgenommen. Das Dombaubüro hatte Statiker eingeschaltet, nachdem im August 2006 Rostschäden unter der vergoldeten Kupferblechverkleidung entdeckt worden waren. In den Gutachten wurde festgestellt, dass die Standfestigkeit des 12,5 Tonnen schweren und 15 Meter hohen Kuppelkreuzes bei Stürmen nicht mehr gewährleistet sei. Da die Konstruktion aus hohlen Stahlformen von innen und außen vollständig zerfressen war, konnte sie nicht restauriert werden.
Die Schäden waren auf Bimetallkorrosion zurückzuführen, die bei der Kombination von unterschiedlich edlen Metallen (hier: Kupfer und Stahl) entsteht und zur Korrosion des jeweils unedleren Metalls (hier: Stahl) führt. Dem verwendeten KT-Stahl (korrosionsträger Stahl, Cortenstahl) wurden in den 1970er Jahren günstigere Materialeigenschaften zugetraut. Aufgrund des Schadensbildes mussten auch andere Dachaufbauten mit vergleichbaren Materialkombinationen auf Schäden untersucht werden, z. B. die Kugeln auf den vier Ecktürmen sowie der kupfergetriebene Figurenschmuck.
Die Rekonstruktion des Kuppelkreuzes in der Fassung von 1981 übernahm die Metallbaufirma Breidenbach aus dem oberbayerischen Peiting. Das neue Kreuz wurde anschließend von Berliner Spezialisten mit 1,5 Kilogramm Blattgold belegt. Am 19. August 2008 wurde es von einem 500-Tonnen-Kran auf die Domkuppel gehoben. Von 1,2 Millionen Euro Kosten, die bei den Sanierungsmaßnahmen am Berliner Dom entstanden, entfielen 700.000 Euro auf das neue Kuppelkreuz. Das alte Kuppelkreuz wurde – allerdings ohne die Kuppelkrone – auf den Friedhof der Oberpfarr- und Domkirche an der Liesenstraße umgesetzt.
Rund um die Kuppel zieht sich ein Kranz, auf dem in regelmäßigen Abständen 20 kupferne Engelsfiguren thronen. Diese wurden anlässlich der Reparaturen 1978–1981 von der Kunstschmiede Berlin aufgearbeitet, auch zu Teilen komplett erneuert. In 50 m Höhe zieht sich eine für die Öffentlichkeit zugängliche Aussichtsplattform rund um den Tambour und bietet einen 360 °-Blick auf Berlin.

## Ausstattung

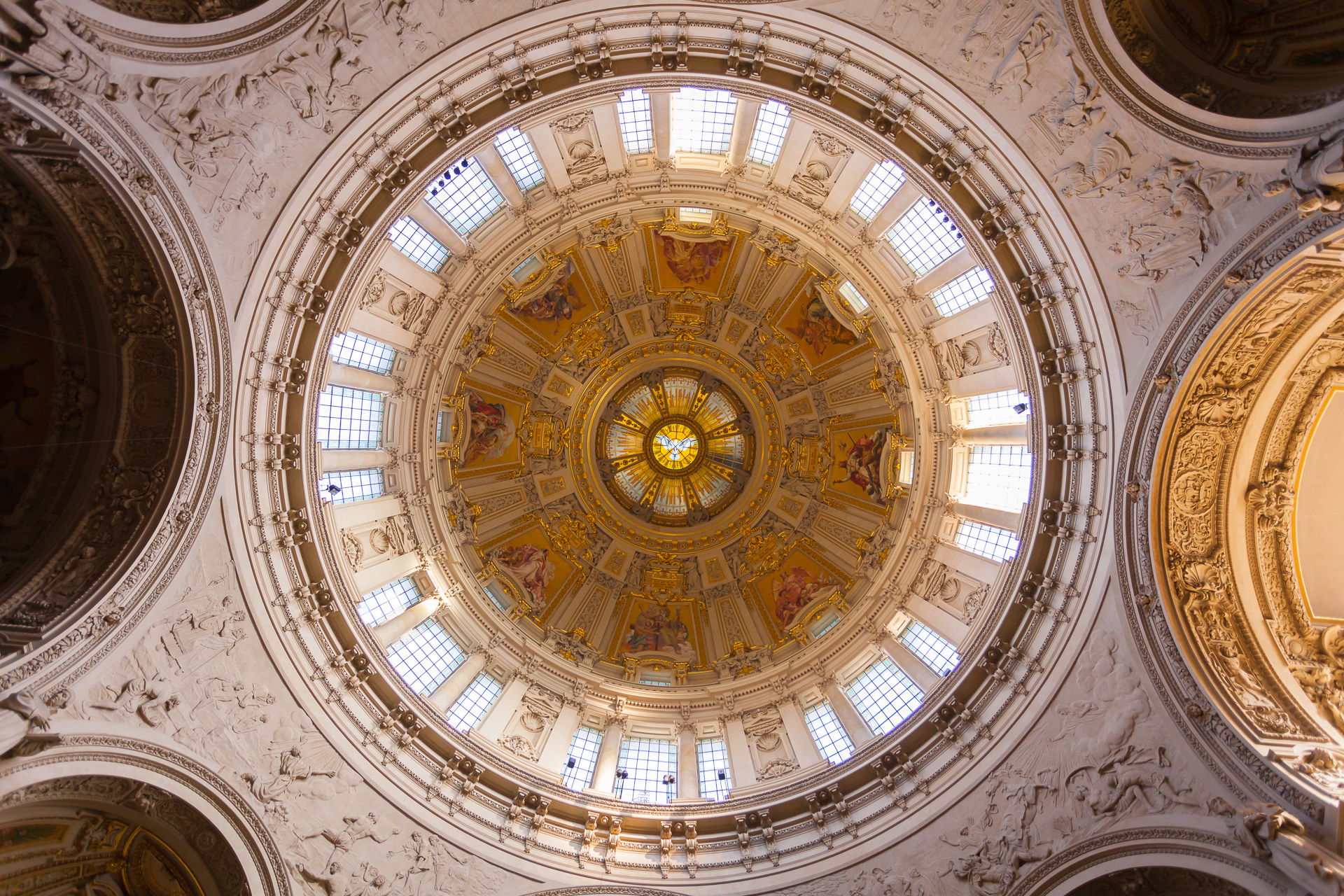
Blick in die Kuppel mit zentralem Heiliggeistfenster, Mosaiken der Seligpreisungen und Reliefs der Apostelgeschichte an den Pendentifs

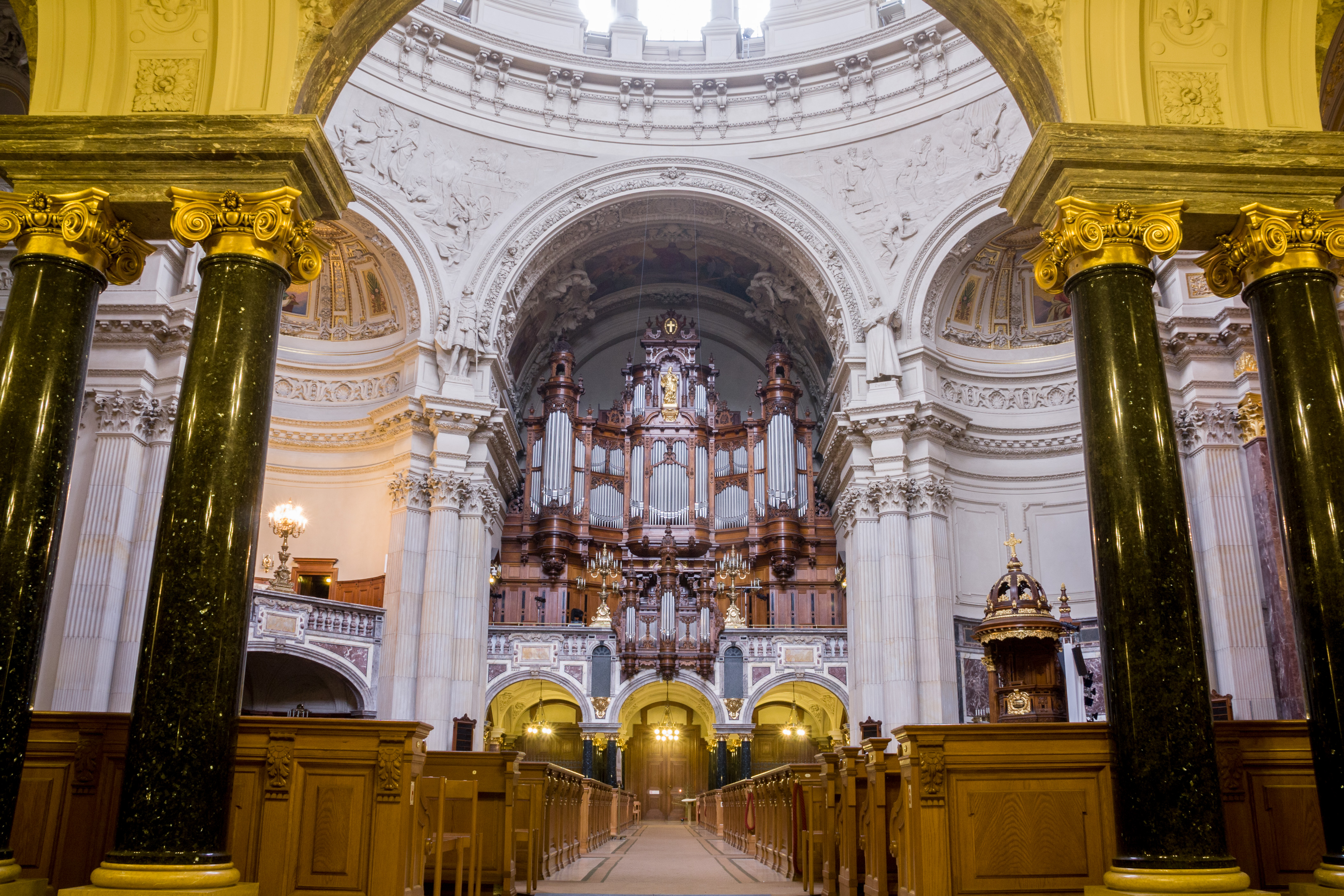
Blick in die Predigtkirche

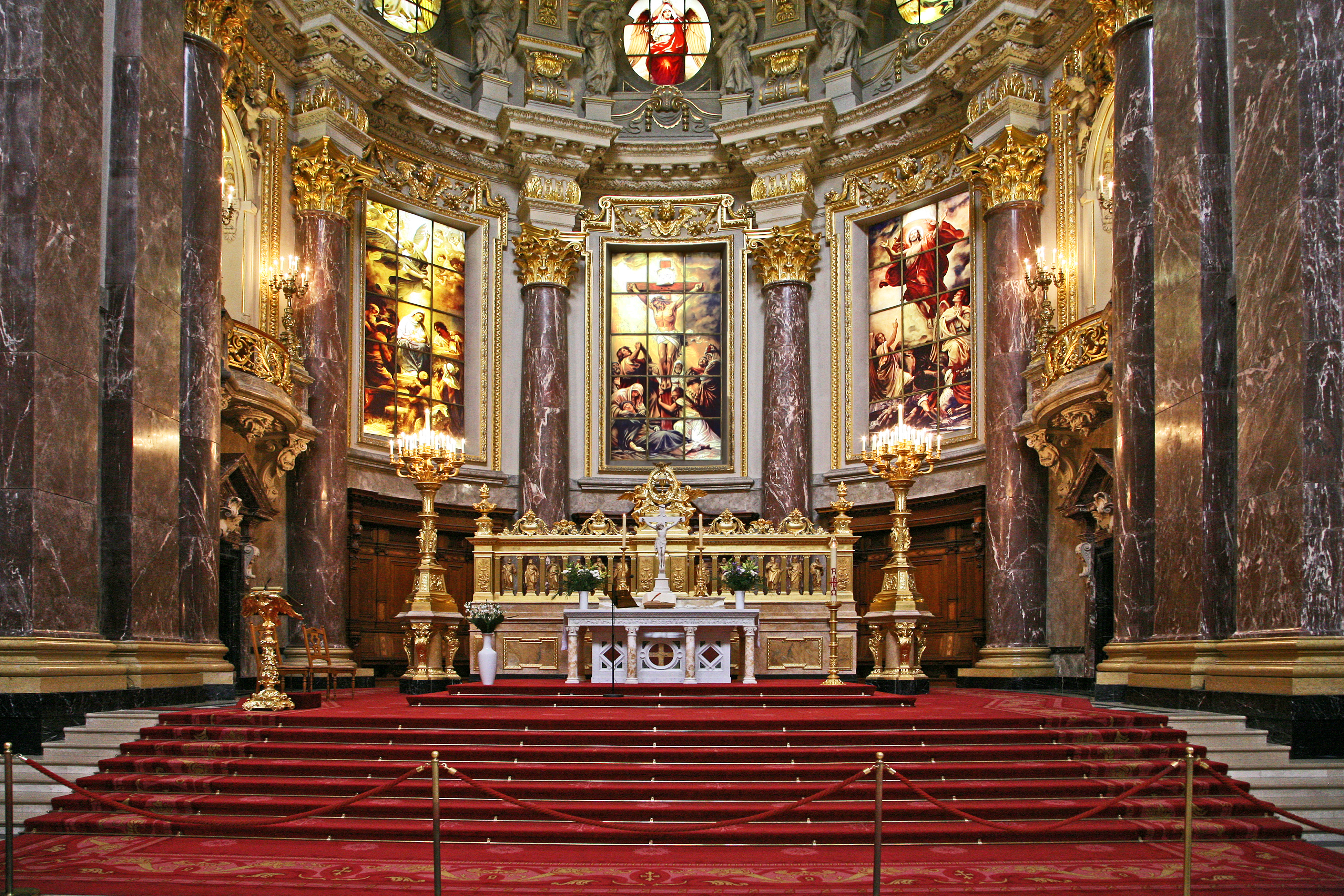
Der Altar

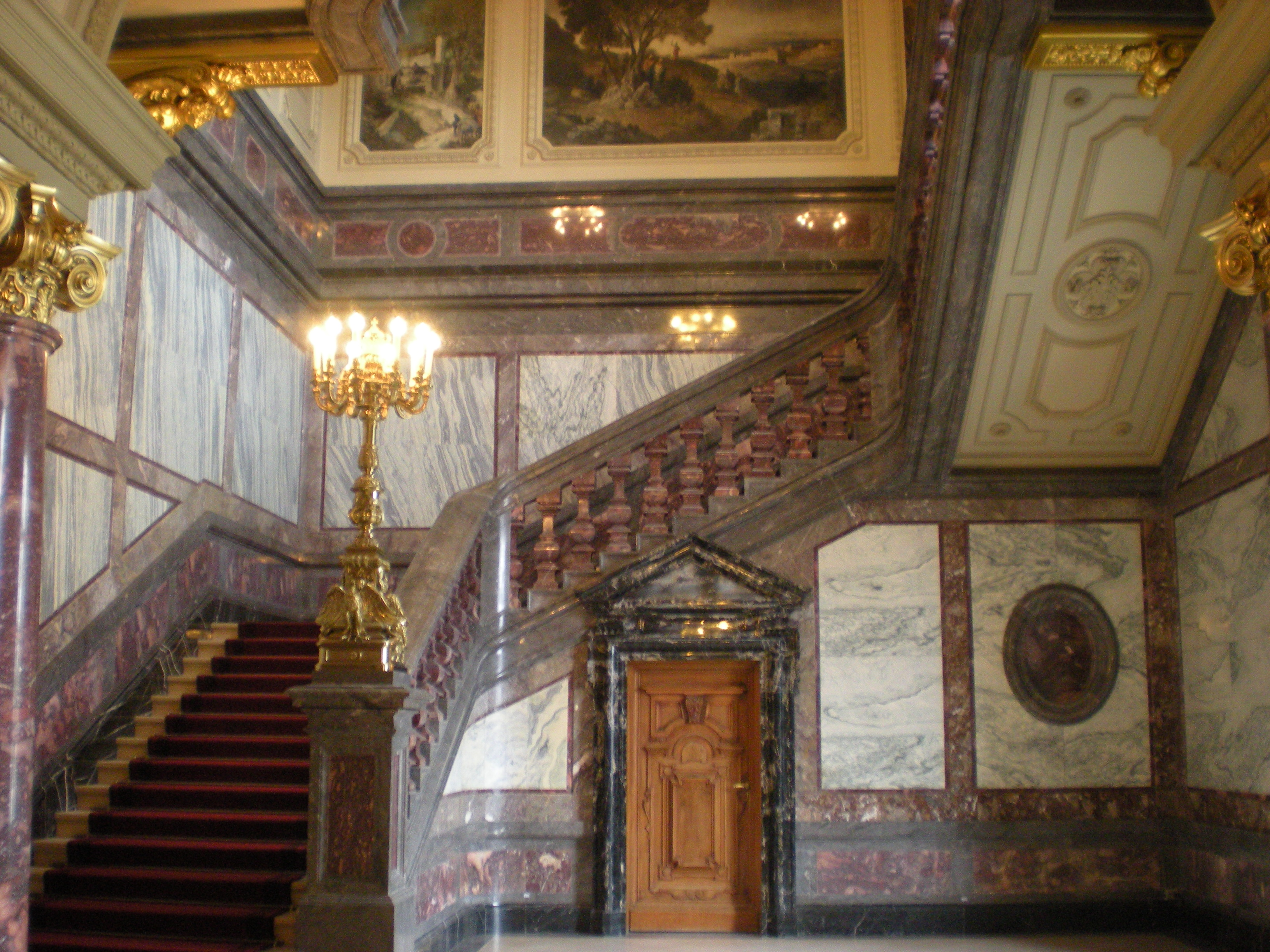
Originalgetreu wiederaufgebautes Treppenhaus mit Gemälden Albert Hertels

Das Eingangsportal

Im Zentrum der Kuppel befindet sich ein Rundfenster, das die Heiliggeisttaube im Strahlenkranz zeigt. Darunter sind acht großformatige Mosaiken zu sehen, die die Seligpreisungen der Bergpredigt darstellen. Geschaffen wurden sie von Anton von Werner, von dem auch die Mosaiken der vier Evangelisten in den Nischen der Gewölbepfeiler stammen. Die Altarraumfenster, die Geburt Jesu, Kreuzigung und Auferstehung sowie Engel mit den Symbolen von Tod, Glaube, Liebe und Hoffnung darstellen, wurden ebenfalls von ihm geschaffen. Auf den Gesimsen der Halbsäulen im Kirchenraum stehen an der Altarseite jeweils vier Meter hohe Sandsteinstatuen der vier Reformatoren Calvin, Luther, Melanchthon und Zwingli, auf der gegenüberliegenden Seite, um die Kaiserloge, die der vier weltlichen Herrscher Albrecht von Preußen, Joachim II., Friedrich der Weise und Philipp der Großmütige, die Förderer der Reformation waren. Die Auswahl der Figuren erfolgte bis zum Dezember 1902, mit der Herstellung der Skulpturen wurden die Bildhauer Friedrich Pfannschmidt, Gerhard Janensch, Alexander Calandrelli, Harro Magnussen, Karl Begas, Walter Schott und Max Baumbach beauftragt.
Jeweils zwischen zwei Figuren über den konchenartigen Nischen zeigen vier Flachreliefs von Otto Lessing Szenen aus der Apostelgeschichte (Steinigung des Stephanus, Bekehrung des Paulus, Petrus in Athen, Heilung eines Lahmen).
Unter der Orgelempore sind barocke Prunksarkophage für den Großen Kurfürsten Friedrich Wilhelm und seine zweite Gemahlin Dorothea aufgestellt sowie ein bronzenes Tischgrabmal für Kurfürst Johann Cicero und ein Grabdenkmal für Friedrich III. Unter der Südempore befinden sich zwei vergoldete Prunksärge für König Friedrich I. und Sophie Charlotte. Diese wurden von Andreas Schlüter geschaffen. Schlüter entwarf auch das Adlerpult von 1701 vor dem Altarraum. Das vergoldete Original dieses Lesepults befindet sich im Dommuseum.
Der Altartisch aus weißem Marmor und gelblichem Onyx, von Friedrich August Stüler geschaffen, stellt eine Mischung aus lutherischem Blockaltar und reformiertem Tischaltar dar und verbildlicht damit den Zusammenschluss der beiden Kirchen zur Unierten Kirche in Preußen. Hinter dem Altar hat die Chorschranke des alten Doms als Altarwand Aufstellung gefunden. Sie besteht aus vergoldeter Bronze und ist mit Nachbildungen der Apostelfiguren des Nürnberger Sebaldusgrabes bestückt.
Im Bereich des Hauptaltars stehen zwei Bodenkandelaber aus vergoldetem Eisen. Sie wurden, wie die Apostel-Chorschranke von Karl Friedrich Schinkel (noch für den Vorgängerbau), entworfen. Plastisch ausgearbeitet wurden sie von dem Berliner Bildhauer Theodor Kalide (für die Aufstellung im Berliner Dom von Raschdorff wurde der Leuchter aufgestockt und mit historistischen Ergänzungen versehen).
Der Entwurf für die aus Eichenholz geschnitzte Kanzel stammt von Otto Raschdorff, dem Sohn des Dombaumeisters, der auch den Orgelprospekt entwarf. Über der Orgel zeigen Kartuschenbilder Jesus Christus als Weltenrichter in einer Engelsglorie. Die Stuckkartuschen über den anderen Emporen waren ebenfalls für Bilder gedacht, sind aber aus Kostengründen schmucklos geblieben.
Für feierliche Anlässe besitzt der Berliner Dom ein Vortragekreuz des bayerischen Künstlers Helmut Ulrich. Das Kreuz besteht aus Rosenquarz, Bergkristall sowie gelbem Aragonit. Da Vortragekreuze in evangelischen Gemeinden, oft zur Abgrenzung zur katholischen Liturgie, eine Seltenheit geworden sind, stellt dieses Kreuz eine Besonderheit des Berliner Doms dar.
Die prächtigste Empore der Kirche ist die Kaiserloge. An deren Brüstung ist ein Wappen mit Reichsadler angebracht, das von einer Krone mit Kreuz bekrönt wird und so die Verbindung von Kirche und Staat darstellt.

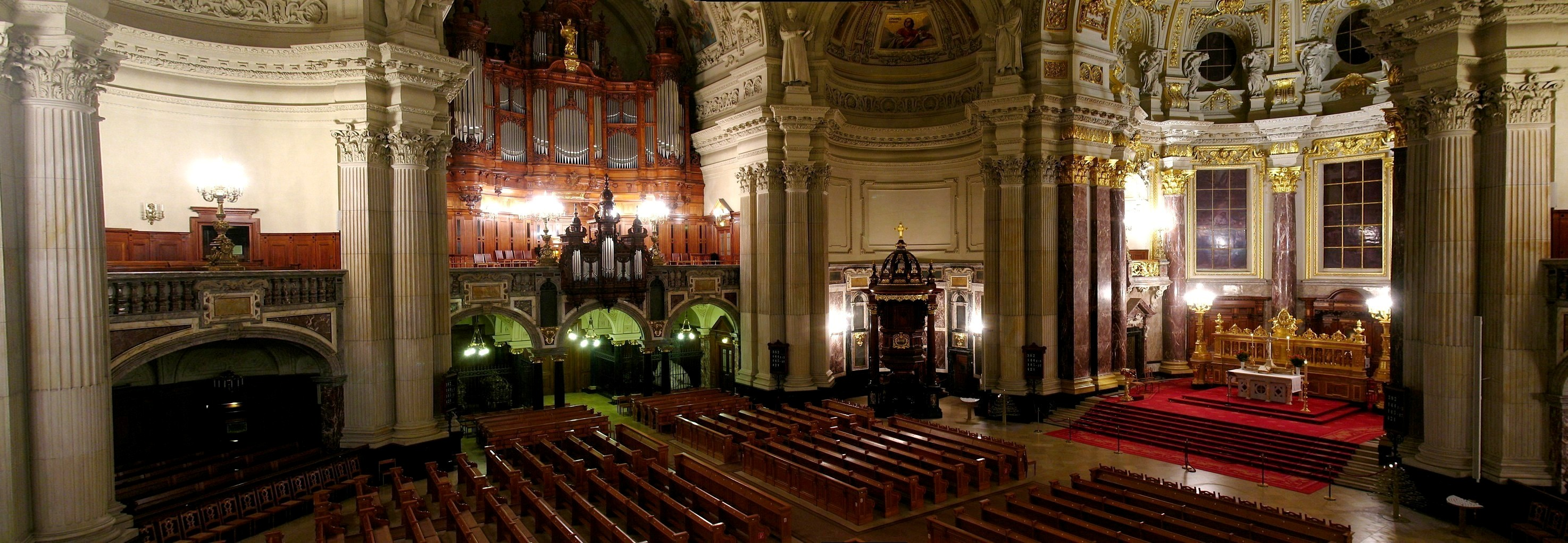
Inneres der Predigtkirche mit Orgel, Kanzel und Altar bei Nacht

Im Hauptraum wurden um 1903 acht Statuen von Fürsten in Auftrag gegeben, von acht verschiedenen Bildhauern ausgeführt, die sich um die Reformation verdient gemacht hatten.

## Orgeln

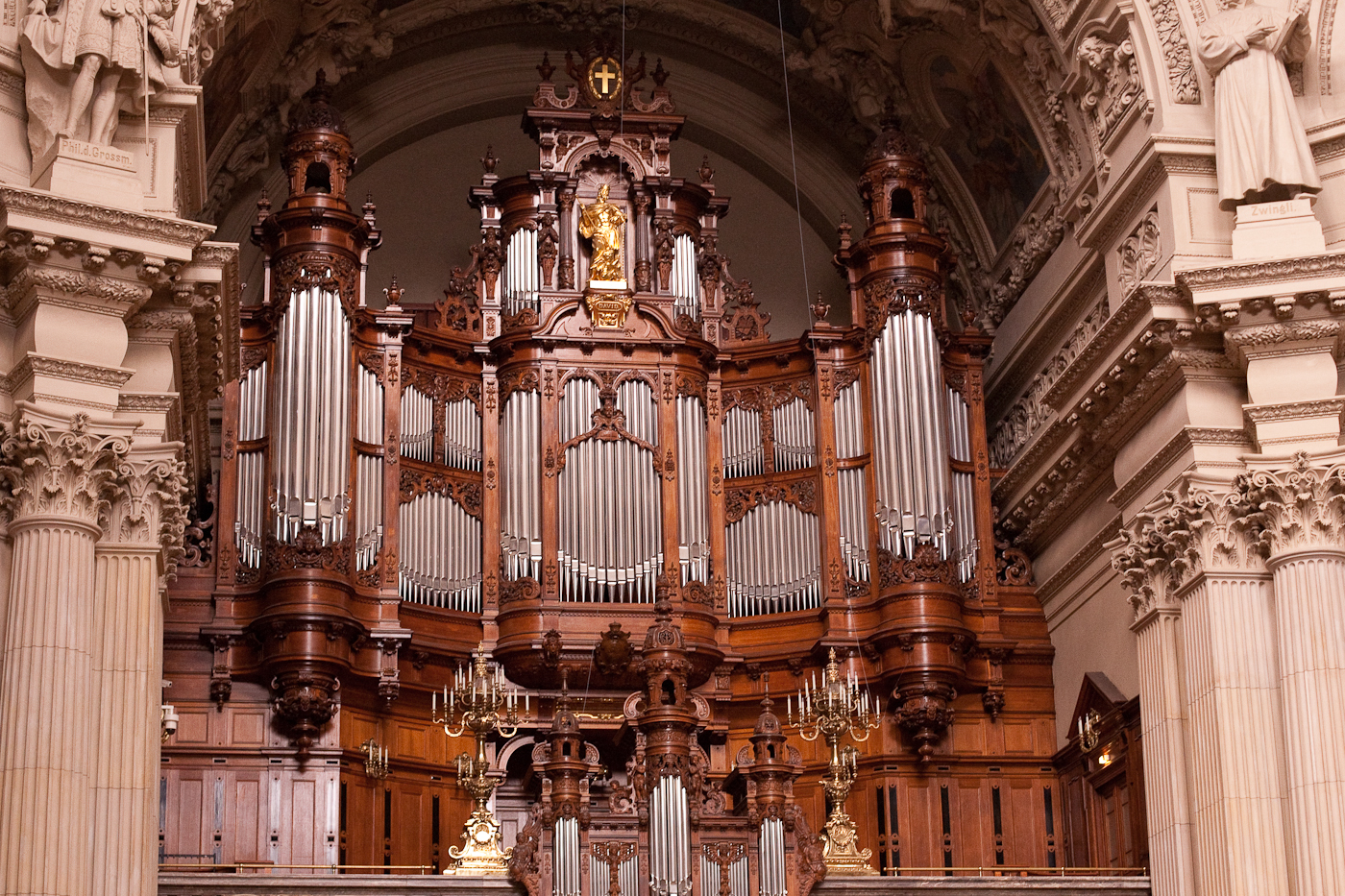
Sauer-Orgel

### Sauer-Orgel von 1905

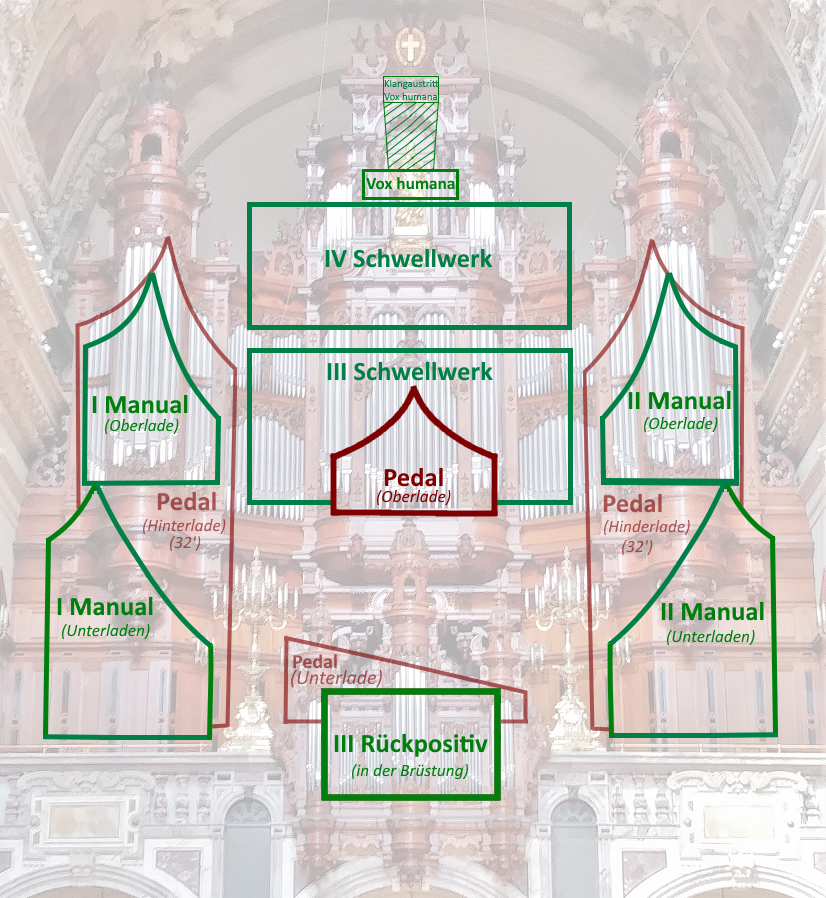
Skizze der Werkaufteilung innerhalb der Orgel

Die Orgel in der Predigtkirche stammt aus der Orgelbauwerkstatt Sauer, der Orgelprospekt von dem Bildhauer Richard Moest. Das Instrument wurde zeitgleich mit dem Dom entworfen und realisiert. Das Rückpositiv ist vom dritten Manual aus anspielbar.
Die Technik entspricht dem Stand von 1905 und wurde zuletzt im Jahr 2006 grundlegend saniert. 1932 wurde das Rückpositiv durch Domorganist Fritz Heitmann neu disponiert, für die Mensuration dabei zeichnete Hans Henny Jahnn verantwortlich. Bei der Restaurierung 1988–1993 durch die Erbauerfirma wurde die Orgel auf den Stand von 1905 zurückgeführt, jedoch mit einem leistungsstärkeren Gebläse und somit ausreichender Windstabilität auch bei vollem Spiel ausgestattet.
Mit ihren 7269 Pfeifen (113 Register, vier Manuale und Pedal) ist sie die größte vollpneumatische hochromantische Orgel und war seinerzeit die größte Domorgel in Deutschland. Die Disposition lautet wie folgt:
| I. Manual C–a3 |                   |         |
| 01.            | Prinzipal         | 16′     |
| 02.            | Majorbass         | 16′     |
| 03.            | Prinzipal         | 08′     |
| 04.            | Doppelflöte       | 08′     |
| 05.            | Prinzipal amabile | 08′     |
| 06.            | Flûte harmonique  | 08′     |
| 07.            | Viola di Gamba    | 08′     |
| 08.            | Bordun            | 08′     |
| 09.            | Gemshorn          | 08′     |
| 10.            | Quintatön         | 08′     |
| 11.            | Harmonika         | 08′     |
| 12.            | Gedacktquinte     | 05 1⁄3′ |
| 13.            | Oktave            | 04′     |
| 14.            | Flûte octaviante  | 04′     |
| 15.            | Fugara            | 04′     |
| 16.            | Rohrflöte         | 04′     |
| 17.            | Oktave            | 02′     |
| 18.            | Rauschquinte II   | 02 ⁄3′  |
| 19.            | Grosscymbel III   | 03 1⁄5′ |
| 20.            | Scharff III–V     | 02′     |
| 21.            | Kornett III–IV    | 02 ⁄3′  |
| 22.            | Bombarde          | 16′     |
| 23.            | Trompete          | 08′     |
| 24.            | Clairon           | 04′     |

| II. Manual C–a3 |                 |        |
| 25.             | Prinzipal       | 16′    |
| 26.             | Quintatön       | 16′    |
| 27.             | Prinzipal       | 08′    |
| 28.             | Doppelflöte     | 08′    |
| 29.             | Geigenprinzipal | 08′    |
| 30.             | Spitzflöte      | 08′    |
| 31.             | Salicional      | 08′    |
| 32.             | Soloflöte       | 08′    |
| 33.             | Dulciana        | 08′    |
| 34.             | Rohrflöte       | 08′    |
| 35.             | Oktave          | 04′    |
| 36.             | Spitzflöte      | 04′    |
| 37.             | Salicional      | 04     |
| 38.             | Flauto Dolce    | 04′    |
| 39.             | Quinte          | 02 ⁄3′ |
| 40.             | Piccolo         | 02′    |
| 41.             | Mixtur IV       | 02′    |
| 42.             | Cymbel III      | 02′    |
| 43.             | Kornett III     | 02 ⁄3′ |
| 44.             | Tuba            | 08′    |
| 45.             | Klarinette      | 08′    |

| III. Manual (Schwellwerk) C–a3 |              |         |
| 46.                            | Salicional   | 16′     |
| 47.                            | Bordun       | 16′     |
| 48.                            | Prinzipal    | 08′     |
| 49.                            | Hohlflöte    | 08′     |
| 50.                            | Gemshorn     | 08′     |
| 51.                            | Schalmei     | 08′     |
| 52.                            | Konzertflöte | 08′     |
| 53.                            | Dolce        | 08′     |
| 54.                            | Gedeckt      | 08′     |
| 55.                            | Unda maris   | 08′     |
| 56.                            | Oktave       | 04′     |
| 57.                            | Gemshorn     | 04′     |
| 58.                            | Quintatön    | 04′     |
| 59.                            | Traversflöte | 04′     |
| 60.                            | Nasard       | 02 ⁄3′  |
| 61.                            | Waldflöte    | 02′     |
| 62.                            | Terz         | 01 3⁄5′ |
| 63.                            | Mixtur III   | 02′     |
| 64.                            | Trompete     | 08′     |
| 65.                            | Cor anglais  | 08′     |
|                                | Tremulant    |         |
|                                | Glockenspiel |         |

| III Rückpositiv C–a3 |                 |    |
| 66.                  | Flötenprinzipal | 8′ |
| 67.                  | Flöte           | 8′ |
| 68.                  | Gedackt         | 8′ |
| 69.                  | Dulciana        | 8′ |
| 70.                  | Zartflöte       | 4′ |

| IV. Manual (Schwellwerk) C–a3 |                       |        |
| 71.                           | Lieblich Gedackt      | 16′    |
| 72.                           | Prinzipal             | 08′    |
| 73.                           | Traversflöte          | 08′    |
| 74.                           | Spitzflöte            | 08′    |
| 75.                           | Lieblich Gedackt      | 08′    |
| 76.                           | Quintatön             | 08′    |
| 77.                           | Aeoline               | 08′    |
| 78.                           | Voix céleste          | 08′    |
| 79.                           | Prestant              | 04′    |
| 80.                           | Fernflöte             | 04′    |
| 81.                           | Violine               | 04′    |
| 82.                           | Gemshornquinte        | 02 ⁄3′ |
| 83.                           | Flautino              | 02′    |
| 84.                           | Harmonia aetheria III | 02 ⁄3′ |
| 85.                           | Trompete              | 08′    |
| 86.                           | Oboe                  | 08′    |
| 87.                           | Vox Humana            | 08′    |
|                               | Tremolo zu Vox humana |        |
|                               | Tremulant             |        |

| Pedal C–f1 |                  |         |
| 088.       | Prinzipal        | 32′     |
| 089.       | Untersatz        | 32′     |
| 090.       | Prinzipal        | 16′     |
| 091.       | Offenbass        | 16′     |
| 092.       | Violon           | 16′     |
| 093.       | Subbass          | 16′     |
| 094.       | Gemshorn         | 16′     |
| 095.       | Lieblich Gedackt | 16′     |
| 096.       | Quintbass        | 10 2⁄3′ |
| 097.       | Prinzipal        | 08′     |
| 098.       | Flötenbass       | 08′     |
| 099.       | Violoncello      | 08′     |
| 100.       | Gedackt          | 08′     |
| 101.       | Dulciana         | 08′     |
| 102.       | Quinte           | 05 1⁄3′ |
| 103.       | Oktave           | 04′     |
| 104.       | Terz             | 03 1⁄5′ |
| 105.       | Quinte           | 02 ⁄3′  |
| 106.       | Septime          | 02 ⁄7′  |
| 107.       | Oktave           | 02′     |
| 108.       | Mixtur III       |         |
| 109.       | Contraposaune    | 32′     |
| 110.       | Posaune          | 16′     |
| 111.       | Fagott           | 16′     |
| 112.       | Trompete         | 08′     |
| 113.       | Clairon          | 04′     |

Die Nummerierung entspricht nicht der Reihenfolge am Instrument.
- Koppeln: II/I, III/I, IV/I, Super I/I, III/II, IV/II, Super II/II, IV/III, I/P, II/P, III/P, IV/P.
- Spielhilfen: Registercrescendo, 3 freie Kombinationen, Mezzoforte, Forte, Tutti, Rohrwerke, Piano-Pedal, Jalousieschweller III. Manual, Jalousieschweller IV. Manual, Jalousieschweller Vox humana, Handregister ab, Rückpositiv ab.

### Schuke-Orgel von 1946

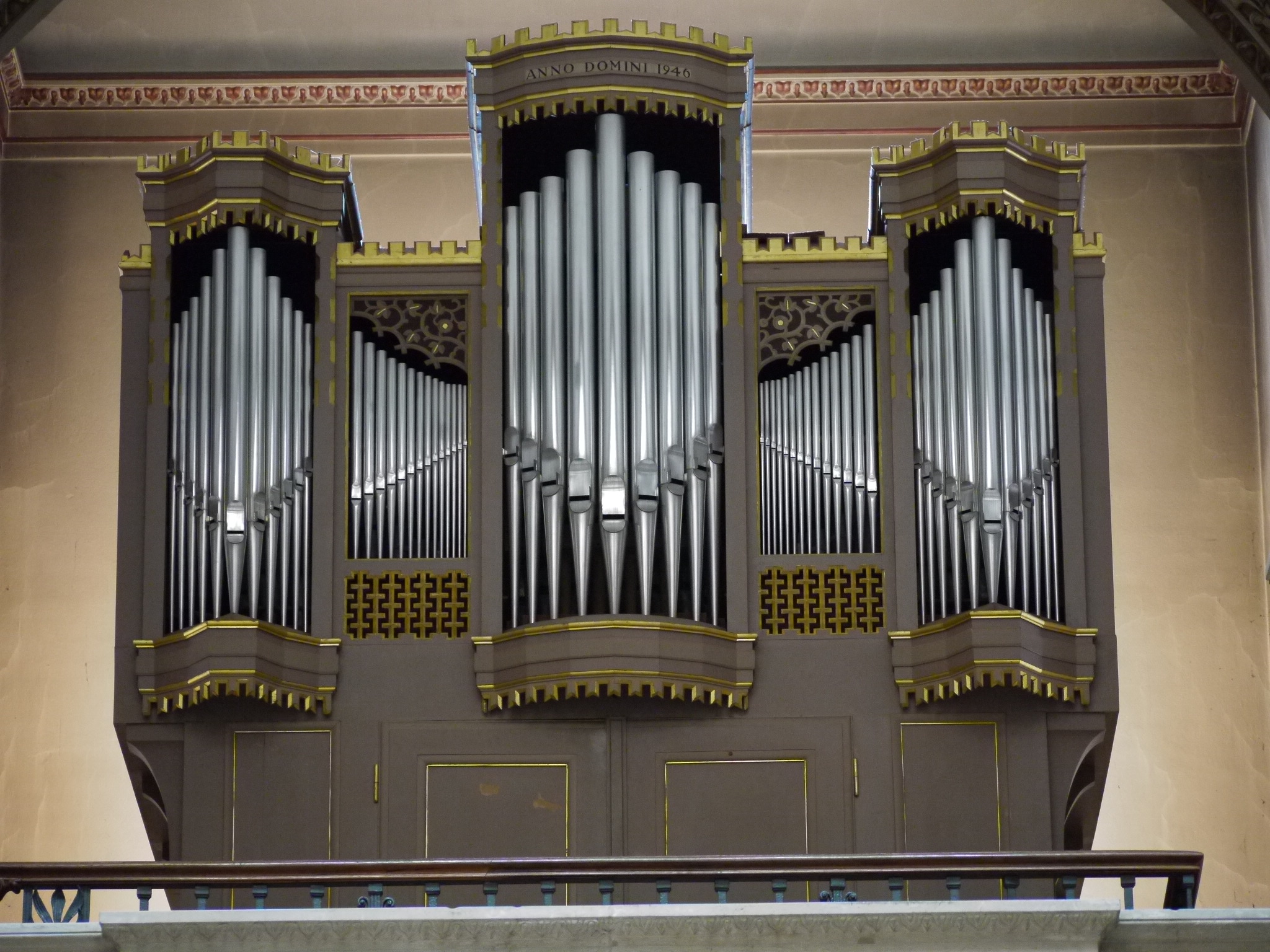
Schuke-Orgel

In der Tauf- und Traukirche befindet sich eine Schuke-Orgel aus dem Jahr 1946, die ursprünglich in der Domgruftkirche aufgestellt war.
| I Hauptwerk C–f3 |            |       |
| 1.               | Rohrflöte  | 8′    |
| 2.               | Quintadena | 8     |
| 3.               | Prinzipal  | 4′    |
| 4.               | Waldflöte  | 2′    |
| 5.               | Mixtur IV  | 1 ⁄3′ |

| II Hinterwerk C–f3 |                |       |
| 06.                | Gedackt        | 8′    |
| 07.                | Nachthorn      | 4′    |
| 08.                | Prinzipal      | 2′    |
| 09.                | Quinte         | 1 ⁄3′ |
| 10.                | Sesquialter II |       |
| 11.                | Scharff III    | 1′    |
| 12.                | Oboe           | 8′    |

| Pedal C–f1 |         |     |
| 13.        | Subbass | 16′ |
| 14.        | Oktave  | 08′ |
| 15.        | Pommer  | 04′ |
| 16.        | Posaune | 16′ |

- Koppeln: II/I, I/P, II/P.

## Zitate
„Wir können dankbar sein all jenen, die die Entscheidung zu seinem Wiederaufbau ermöglicht und mitgetragen haben. Es waren Deutsche aus Ost und West, es waren Kirchen und Regierungen unterschiedlicher politischer Systeme, und es waren viele einzelne, die in der umstrittenen Ruine in der Mitte Berlins eine nationale Herausforderung erkannten, sich ihrer angenommen und sie schließlich auf gute Weise gelöst haben.“

„Es ist höchst überflüssig, hineinzugehen, denn auch innen verletzt dieses Riesengefüge aus eitel Quantität, Material und schlecht angewandter Gelehrsamkeit jedes religiöse und menschliche Gefühl. […] Vielleicht kommt einmal die Zeit, in der man dieses Gebäude und manches andere so kurzentschlossen abreißt, wie man es jetzt mit hässlich gewordenen Privathäusern tut.“

## Organisten
- 1714–?: 000Gottlieb Hayne[45]
- 1764–?: 000Christian Friedrich Schale[46]
- 1813–?: 000Ludwig Hellwig
- 1839–1857: Eduard Grell
- 1857–?: 000Hermann Küster[47]
- 1910–1916: Bernhard Heinrich Irrgang
- 1916–1931: Walter Fischer
- 1932–1953: Fritz Heitmann
- 1954–1982: Ute Spering-Fischer
- 1983–2004: Michael Pohl
- seit 2005: -9Andreas Sieling

## Glocken

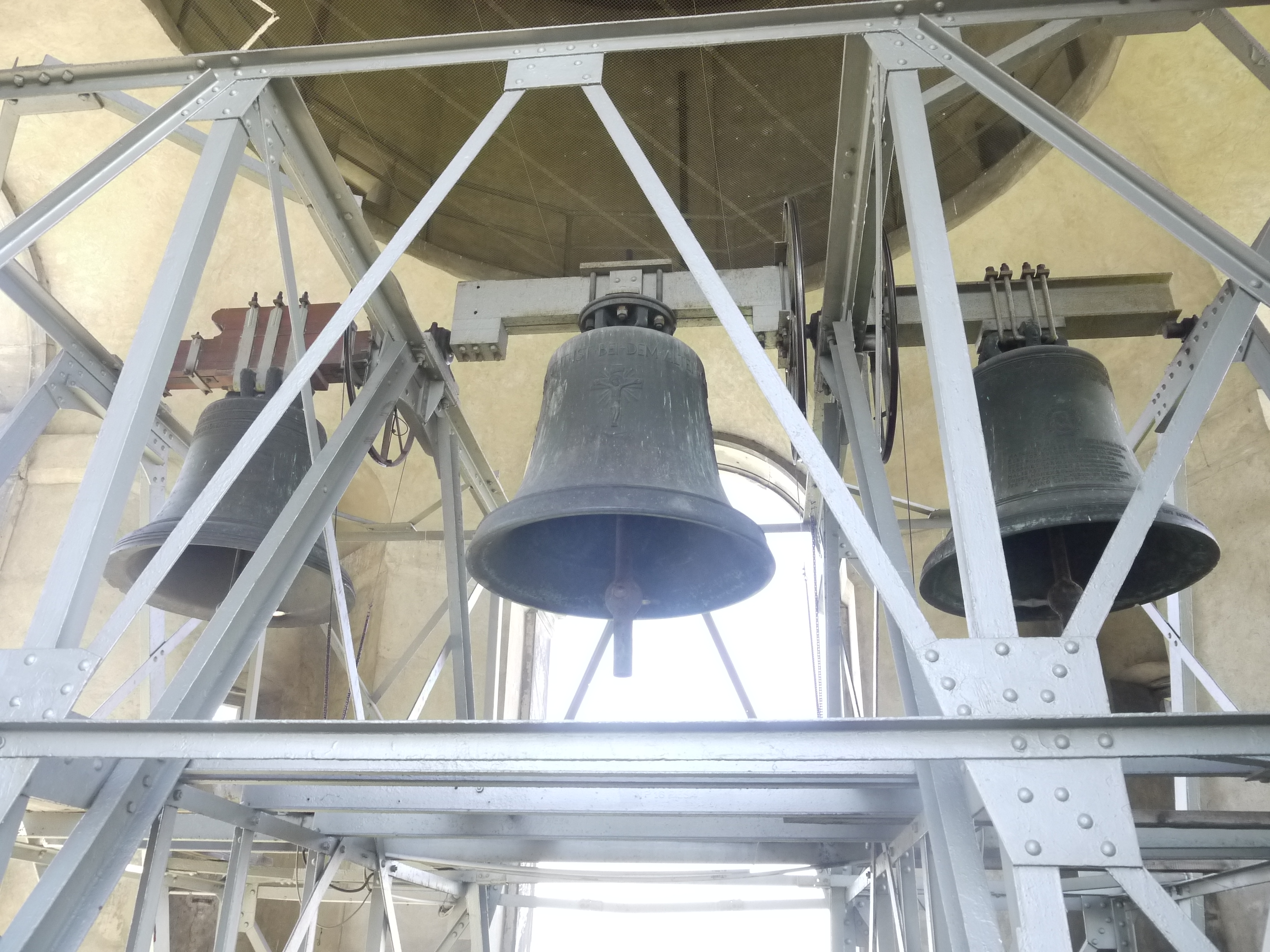
Glocken im Nordwestturm

Im Nordwestturm hängt ein dreistimmiges Bronzegeläut. Die Glocken hängen in einem dreifeldrigen Stahlstuhl (große Glocke in der Mitte). Die kleine Glocke hängt am Holzjoch, die übrigen an Stahljochen.
Die schwerste Glocke heißt Neue Wilsnacker Glocke. Als Zier trägt sie den Gekreuzigten und den Auferstandenen. Sie ersetzte die Glocke der Wilsnacker Wunderblutkirche aus dem Jahr 1471, die sich seit 1552 in den Vorgängerbauten des Berliner Doms befunden hatte. Sie war 1921 durch einen Sprung unbrauchbar geworden, wurde repariert und kam, 1928 erneut gesprungen, nach Lauchhammer. Dort rettete sie 1930 in letzter Stunde das Märkische Museum vor dem Einschmelzen und stellte sie 1935 in der Kirchenhalle des Museums auf.
| Nr. | Glocke                 | Gussjahr | Gießer, Gussort                        | Gewicht | Schlagton | Anmerkungen                                   |
| --- | ---------------------- | -------- | -------------------------------------- | ------- | --------- | --------------------------------------------- |
| 1   | Neue Wilsnacker Glocke | 1929     | Glockengießerei Lauchhammer            | 3000 kg | h°        |                                               |
| 2   | Brandenburger Glocke   | 1913     | Glockengießerei M & O Ohlsson (Lübeck) | 2128 kg | d'        | Findet zum täglichen Betzeitläuten Gebrauch.  |
| 3   | Osterburger Glocke     | 1532     | Hinrik van Kampen                      | 1752 kg | e'        | Glockenzier: Mutter Gottes auf der Mondsichel |

## Denkmalskirche

### Beschreibung

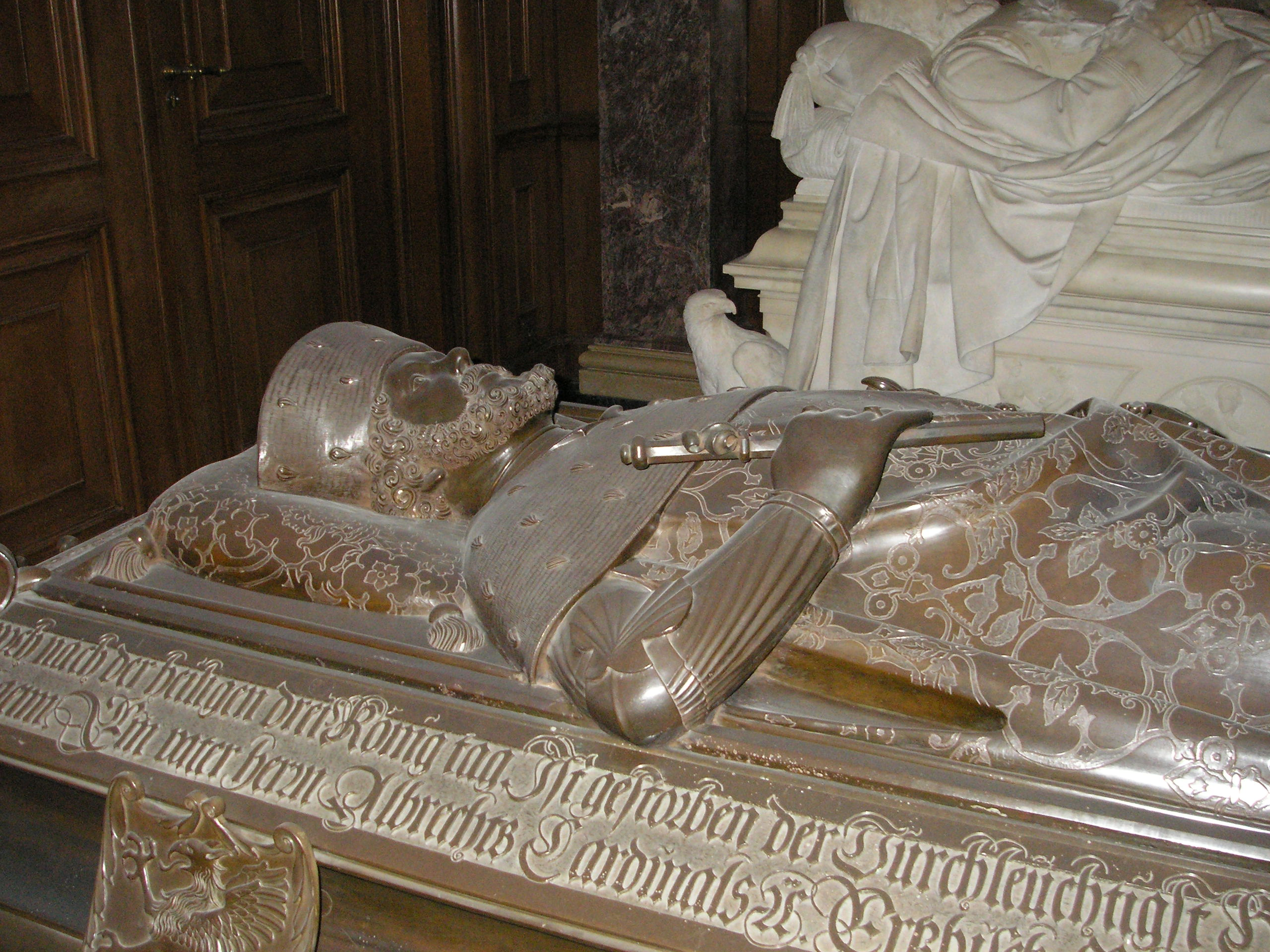
Ältestes Grabmal des Berliner Doms – das Tischgrab Johann Ciceros von Peter Vischer und Sohn, um 1530 im Kloster Lehnin aufgestellt

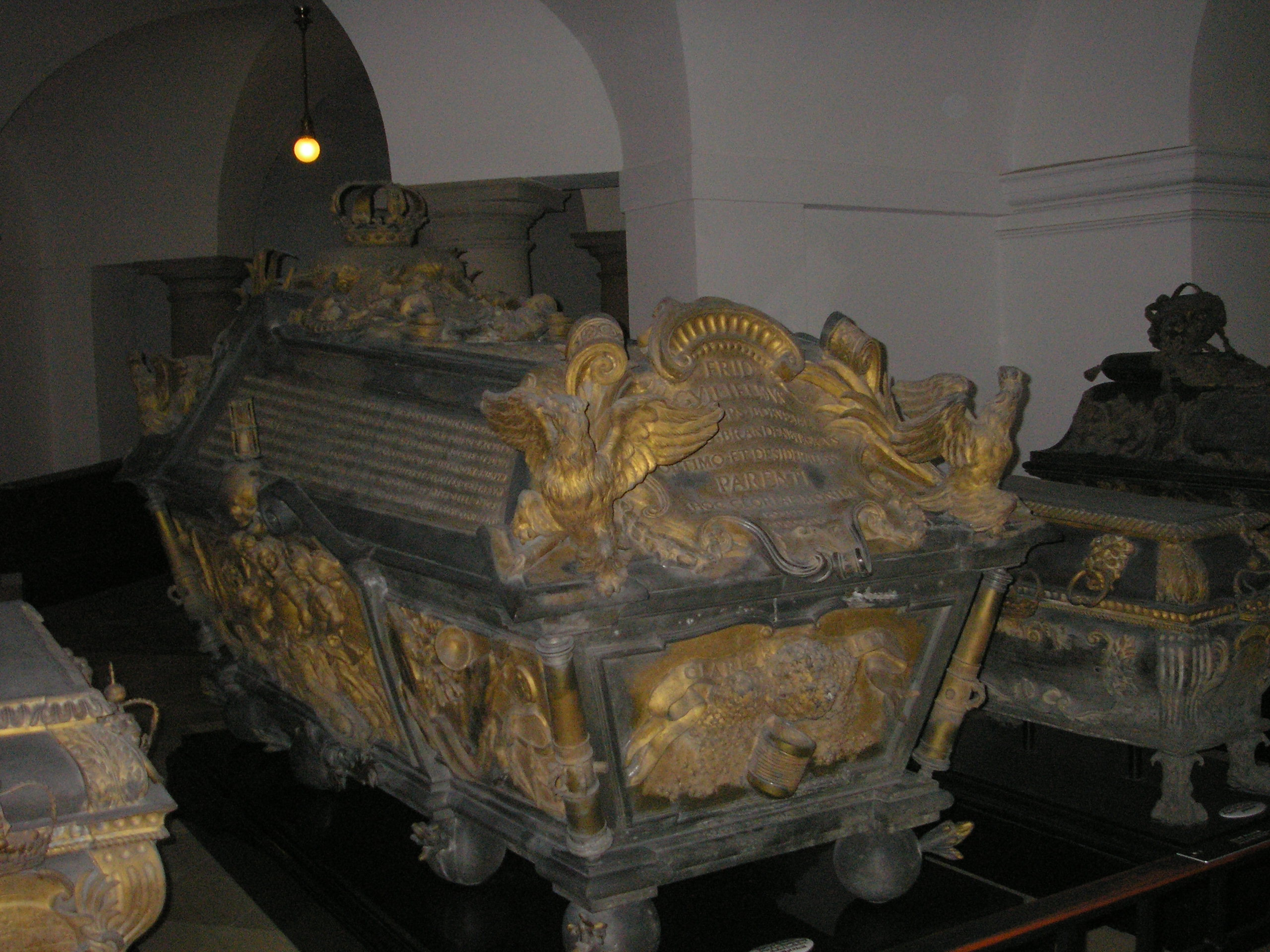
Der Sarkophag des Markgrafen Philipp Wilhelm von Brandenburg-Schwedt

Die apsisförmige Denkmalskirche im Norden des Doms enthielt die Prunksarkophage der Hohenzollern und den Zugang zur gleichnamigen Gruft. Sie war 24 Meter lang, 24 Meter breit und 21 Meter hoch. Das Gebäude war „keine Grablege und kein Mausoleum, sondern ein reiner Memorialraum, als Schwellenraum zwischen Predigtkirche und Grablege konzipiert. In einem erweiterten Sinne trat die Denkmalskirche als Aufstellungsort bedeutender Kunstwerke bereits als Museum in Erscheinung.“ Ein hoher Sockel mit Fenstern, das Hauptgeschoss mit Risaliten sowie eine niedrige Attika mit Kuppel gliederten den Bau. Mächtige Säulen und Pilaster, ein kräftiges Gebälk sowie sich abwechselnde Dreiecks- und Segmentgiebel hoben das Hauptgeschoss besonders hervor. Außerdem schmückten Rahmen, Fenster und Skulpturennischen die Fassade. Von Norden her wirkte die Denkmalskirche ähnlich wie das Pantheon in Rom, an dem Raschdorff sich bei der Planung orientierte.
Ein eigenes Portal am Nordwestturm führte ins Innere der Denkmalskirche, das aus einem Vorraum, dem großen Hauptraum mit den fünf Kapellen sowie einem Treppenraum zur Hohenzollerngruft am Nordostturm bestand. Hohe Säulen mit einem breiten Gebälk, auf dem ein stuckverziertes Tonnengewölbe mit runder Lichtöffnung ruhte, beherrschten den Hauptraum. Rundbögen verbanden ihn mit den Kapellen, die niedrige Pilaster und schlichte Kreuzgratgewölbe schmückten. Darin standen von links nach rechts die Prunksarkophage von König Friedrich I. und Königin Sophie Charlotte, Kaiser Friedrich III., dem Großen Kurfürsten Friedrich Wilhelm und Kurfürstin Dorothea sowie Kurfürst Johann Cicero. In der Bodenmitte des Hauptraums, von dem aus auch eine Tür zur Predigtkirche führte, lag die Gruftöffnung zum Herablassen von Sarkophagen ins Untergeschoss. Zudem befanden sich das Bismarck-Grabdenkmal von Reinhold Begas sowie die Skulpturen Kreuzabnahme Christi von Michael Lock und Osterengel am Grabe von Emil Graf von Görtz im Inneren der Denkmalskirche.

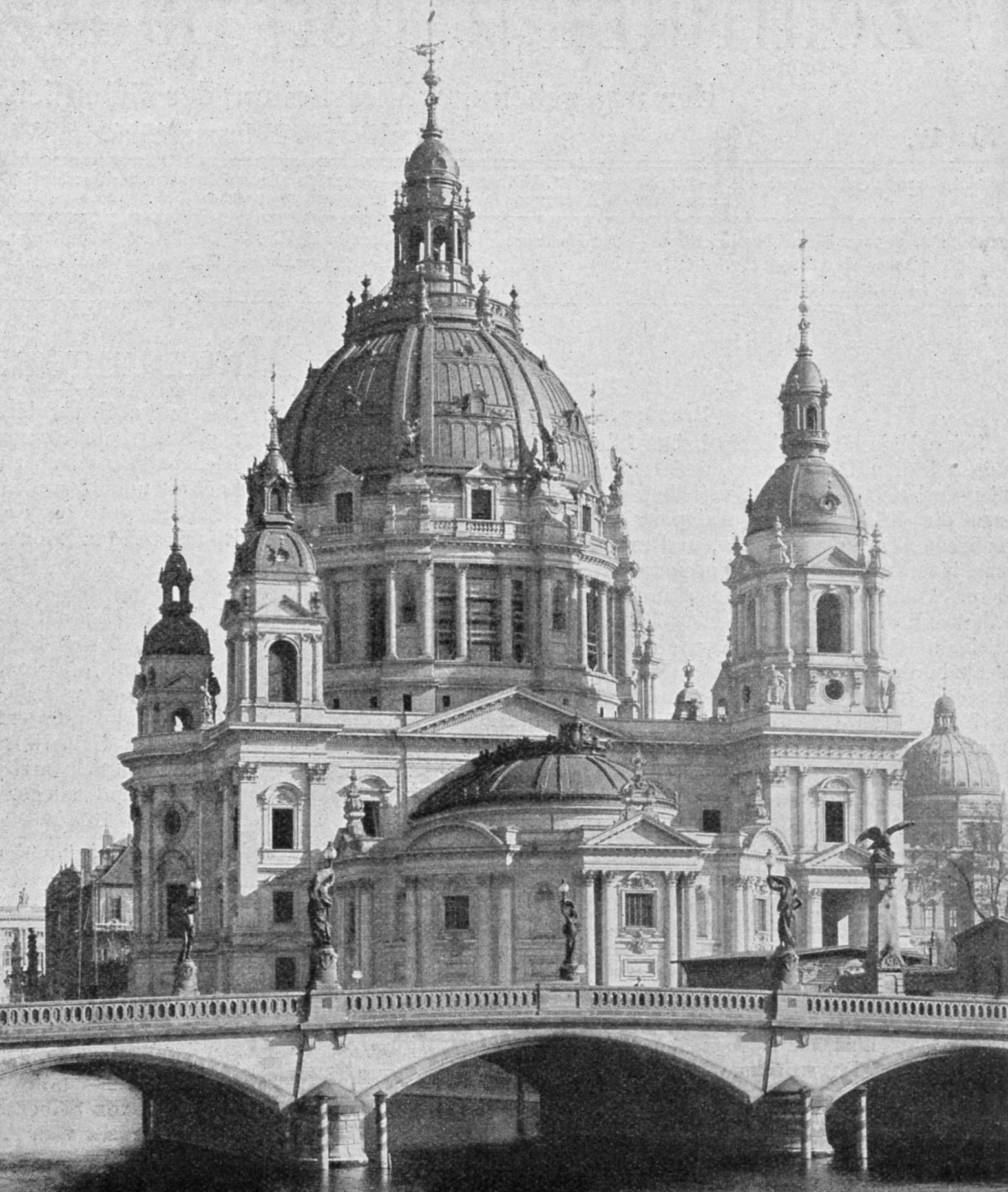
Außenansicht der Denkmalskirche, davor die Friedrichsbrücke
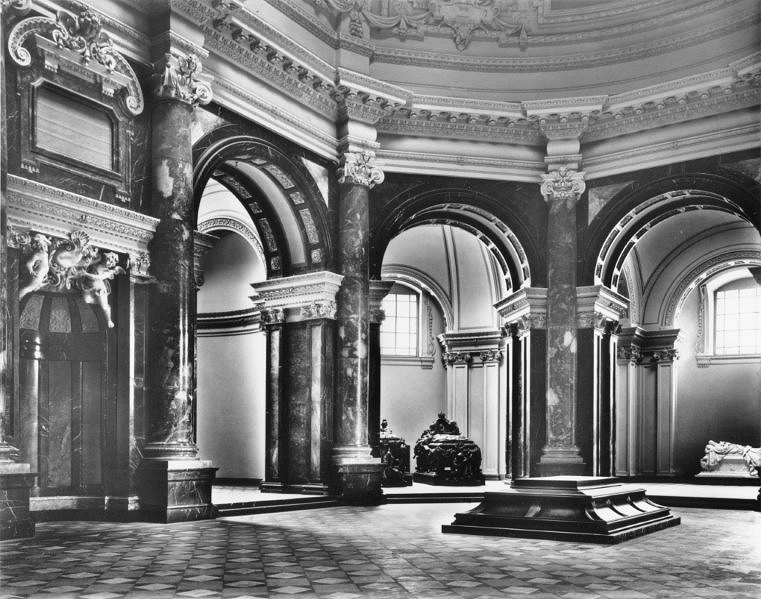
Innenansicht mit Gruftöffnung
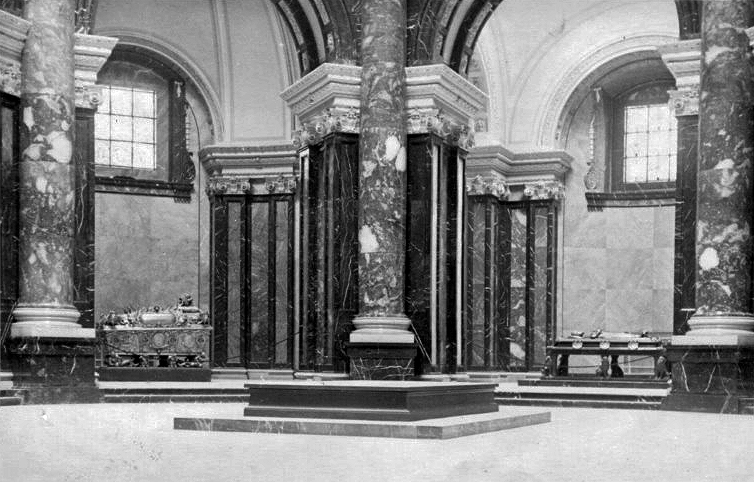
Kapellen mit Prunksarkophagen
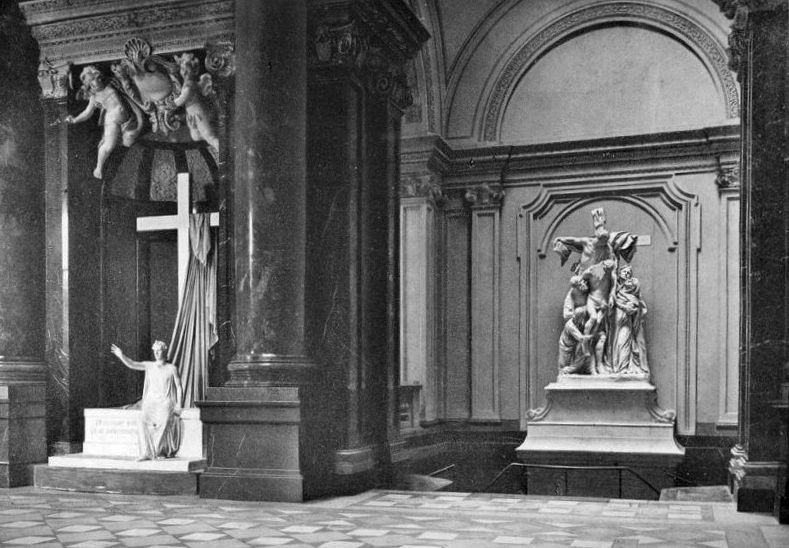
Skulpturen am Zugang zur Hohenzollerngruft
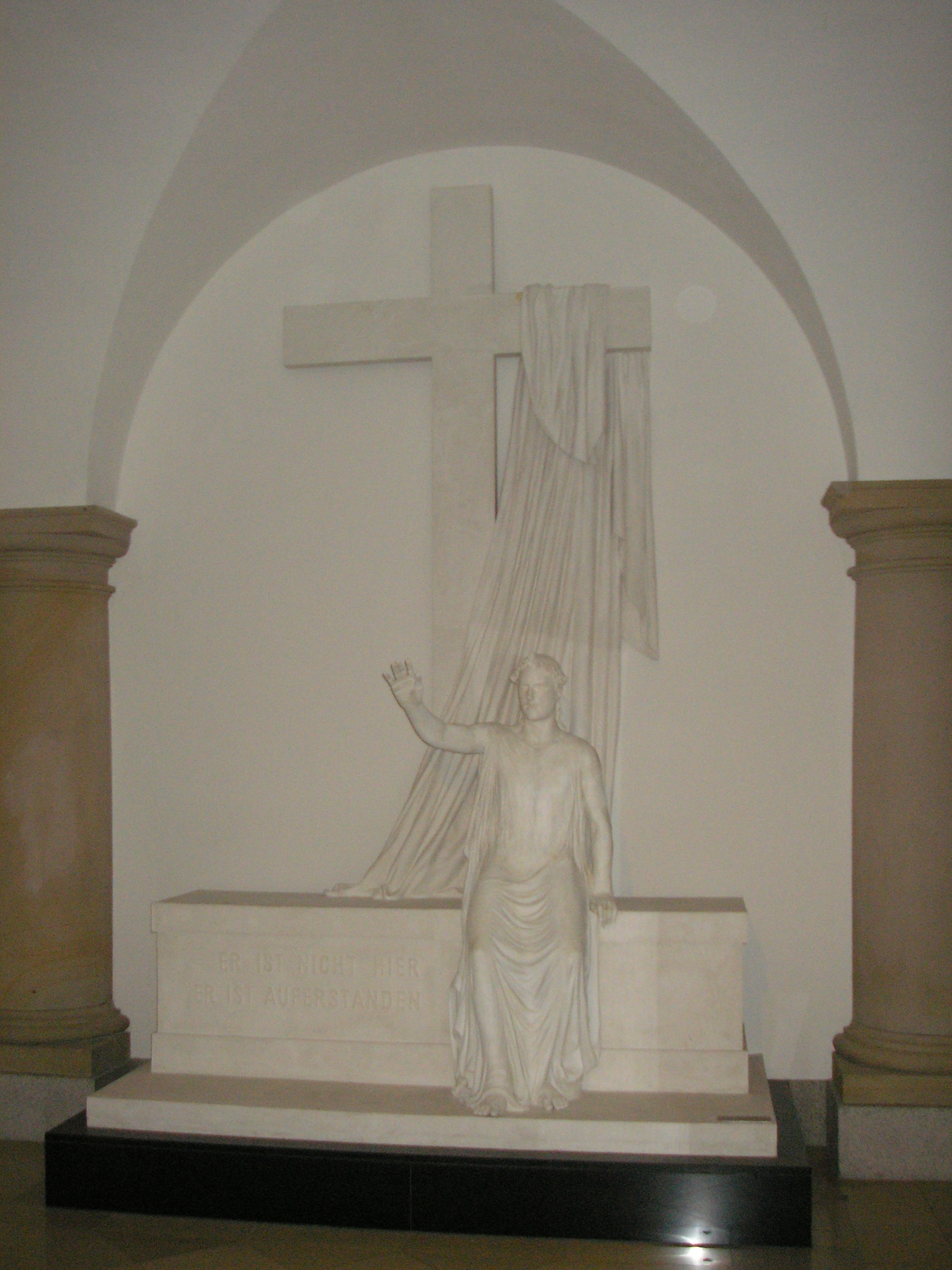
Erhalten gebliebene Skulptur, Osterengel am Grabe
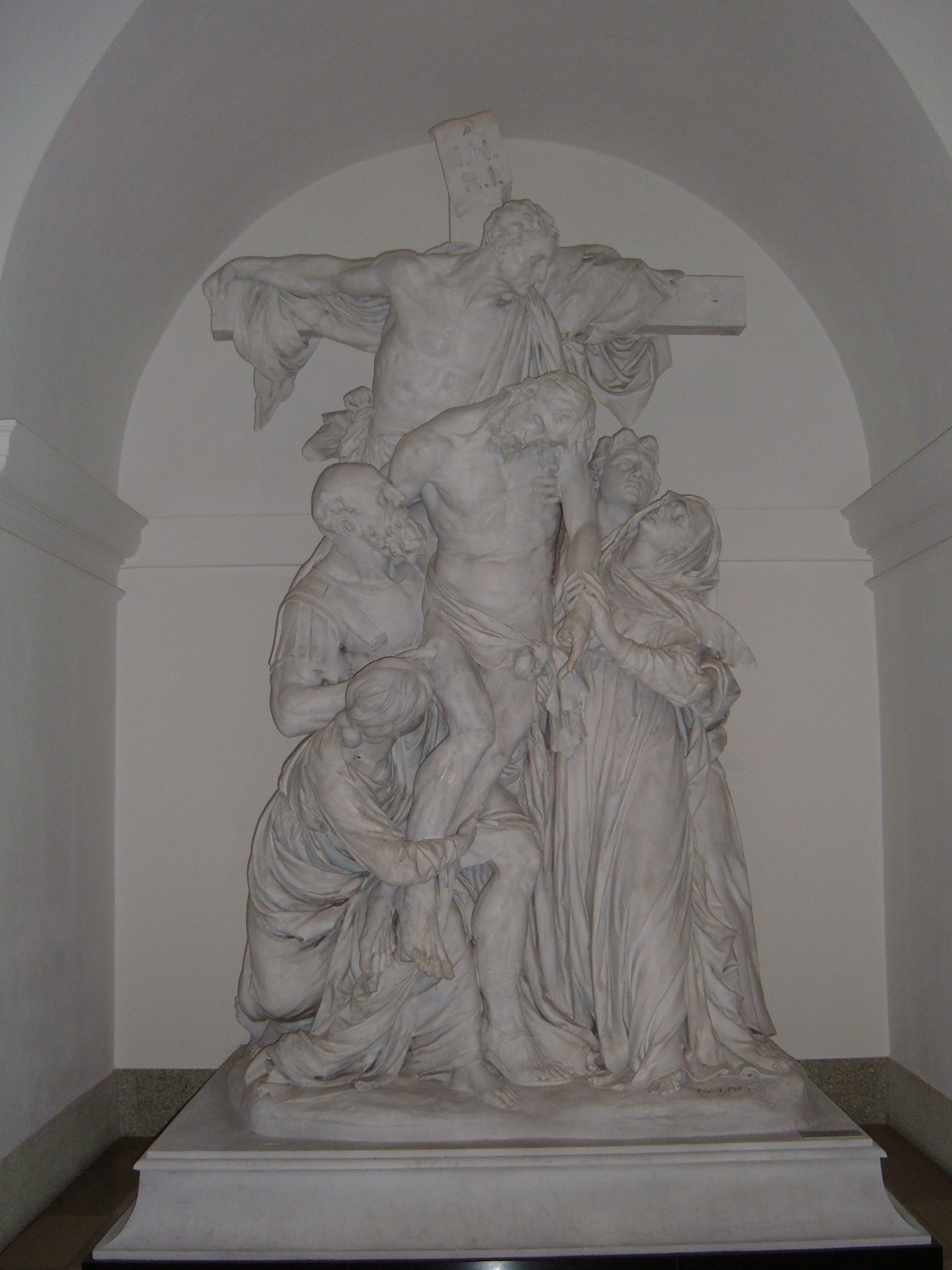
Erhalten gebliebene Skulptur, Kreuzabnahme Christi von Michael Lock, heute
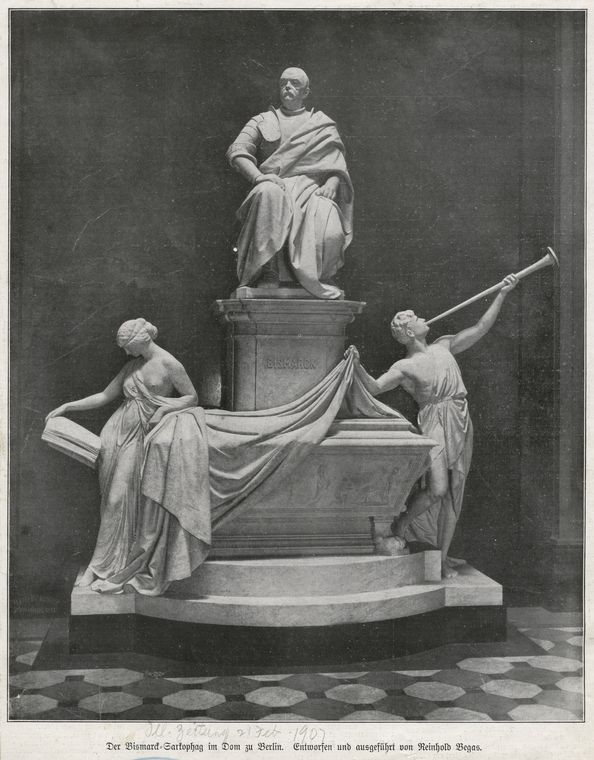
Bismarck-Grabdenkmal von Reinhold Begas im Vorraum

### Abriss
Im Zusammenhang mit der angestrebten Reduzierung der äußerlichen Wirkung des Doms bei seinem Wiederaufbau beschloss die Regierung der DDR, die Denkmalskirche und die Unterfahrt abzureißen. Die Denkmalskirche wurde am 30. Oktober 1975 gesprengt. Dadurch verlor der Dom einen wesentlichen Bestandteil, die Sarkophagsammlung der Hohenzollernfamilie, ihren Ausstellungsraum und die Hohenzollerngruft ihren Zugang. Die Bismarck-Statue wurde zerschlagen. Bauarbeiter konnten jedoch den Kopf vor der Zertrümmerung retten. Die Skulpturen Osterengel am Grabe sowie die Kreuzabnahme Christi konnten ebenso gerettet werden und befinden sich heute in der Gruft. 204 Fassadenteile wurden geborgen, die seitdem in einem Waldstück in Ahrensfelde liegen. Weitere rund 230 Fassadenteile werden seit 1997 in einem Depot außerhalb Berlins verwahrt.

### Diskussion um Wiederaufbau
Im Zusammenhang mit dem Umbau der Hohenzollerngruft wird über einen Wiederaufbau der Denkmalskirche diskutiert, den unter anderem der Dombauverein fordert. Laut dem Vereinsvorsitzenden Horst Winkelmann bliebe der Dom ohne die Denkmalskirche ein Torso. Darüber hinaus schaffe eine Rekonstruktion Platz für die würdige Aufstellung der wertvollen Prunksarkophage. Außerdem bekäme die Hohenzollerngruft ihren ursprünglichen großzügigen Zugang über die Denkmalskirche zurück. Laut dem Denkmalpfleger Peter Goralczyk könnten die hervorragenden Kunstwerke des Berliner Doms nur in der Denkmalskirche einen „angemessenen und für die Öffentlichkeit zugänglichen Aufstellungsort“ bekommen. Ein Wiederaufbau würde die „Darstellung von Geschichte in der Stadt außerordentlich bereichern“ und eine Brücke zwischen den Museen und prägenden Kirchenbauten entstehen lassen. Laut der Dombaumeisterin Charlotte Hopf befinden sich in der Plansammlung des Domarchivs fast 500 Originalzeichnungen der Denkmalskirche. Sie sei der „am umfangreichsten zeichnerisch überlieferte Gebäudeteil“ nach der Predigtkirche. Es handle sich vor allem um Grundrisse und Schnitte, aber auch Außen-, Innen- und Detailansichten.
Auch der ehemalige Dombaumeister Rüdiger Hoth fordert, dass die Denkmalskirche „wieder aufgebaut wird“ und die Prunksarkophage „wie früher würdig präsentiert werden“. Das Fehlen des Gebäudeteils an der Nordseite sei ein „Makel“. Doch beim Thema Hohenzollern „winken alle ab“, während in Italien mit dem Erbe der Medici „viel sorgsamer umgegangen wird“.
Ende Dezember 2018 berichtete die Berliner Zeitung, dass das große Besucherinteresse an der Hohenzollerngruft neue Bewegung in die Diskussion um einen Wiederaufbau der Denkmalskirche gebracht habe. Neben dem Aufbau des Stadtschlosses und dem Ausbau der Museumsinsel lege auch die Tatsache, dass sich der ursprüngliche Gruftzugang in der Denkmalskirche befand, eine Rekonstruktion dieses Gebäudeteils nahe. Hundert Jahre nach dem Ende der Monarchie sollten alle Beteiligten „befreit von der Hohenzollernlast“ eine Diskussion um die Nutzung der Denkmalskirche führen. Die Feiern im November hätten gezeigt, dass die Öffentlichkeit „auch für diesen Teil der deutschen Geschichte“ bereit sei. Die Domarchitektin Sonja Tubbesing bezeichnet die Überreste der Denkmalskirche als einen „einzigartigen Schatz, den es zu heben gilt, schon aus Respekt vor der Geschichte unserer Baukultur“. Im Fall einer Rekonstruktion ließen sich Einzelteile wiederverwenden, aus dem Schandfleck am Dom könne „in naher Zukunft wieder ein Schmuckstück entstehen“. Es gehe dabei nicht um die Schaffung einer Gedenkstätte für die Hohenzollern, sondern um die Einrichtung einer Küsterwohnung, eines Gemeinderaums oder eines Museums zu diesem Thema. Die Projektleiterin des Gruftumbaus, Claudia Kruschel, schlägt ebenfalls eine „museologische Nutzung“ der wiederaufgebauten Denkmalskirche vor. Bevor damit begonnen werden könne, müsse jedoch erst der Umbau der Hohenzollerngruft abgeschlossen werden, betont die Pressesprecherin des Doms, Svenja Pelzel. Darüber hinaus liege die Entscheidung beim Domkirchenkollegium, das einem Wiederaufbau der Denkmalskirche bereits 2011 grundsätzlich zugestimmt, aber noch offene Fragen zur Nutzung, Architektur und Finanzierung habe. In diesem Zusammenhang hoffe die Domverwaltung auf Unterstützung durch den Bund, das Land Berlin und private Spender.

## Hohenzollerngruft

### Beschreibung

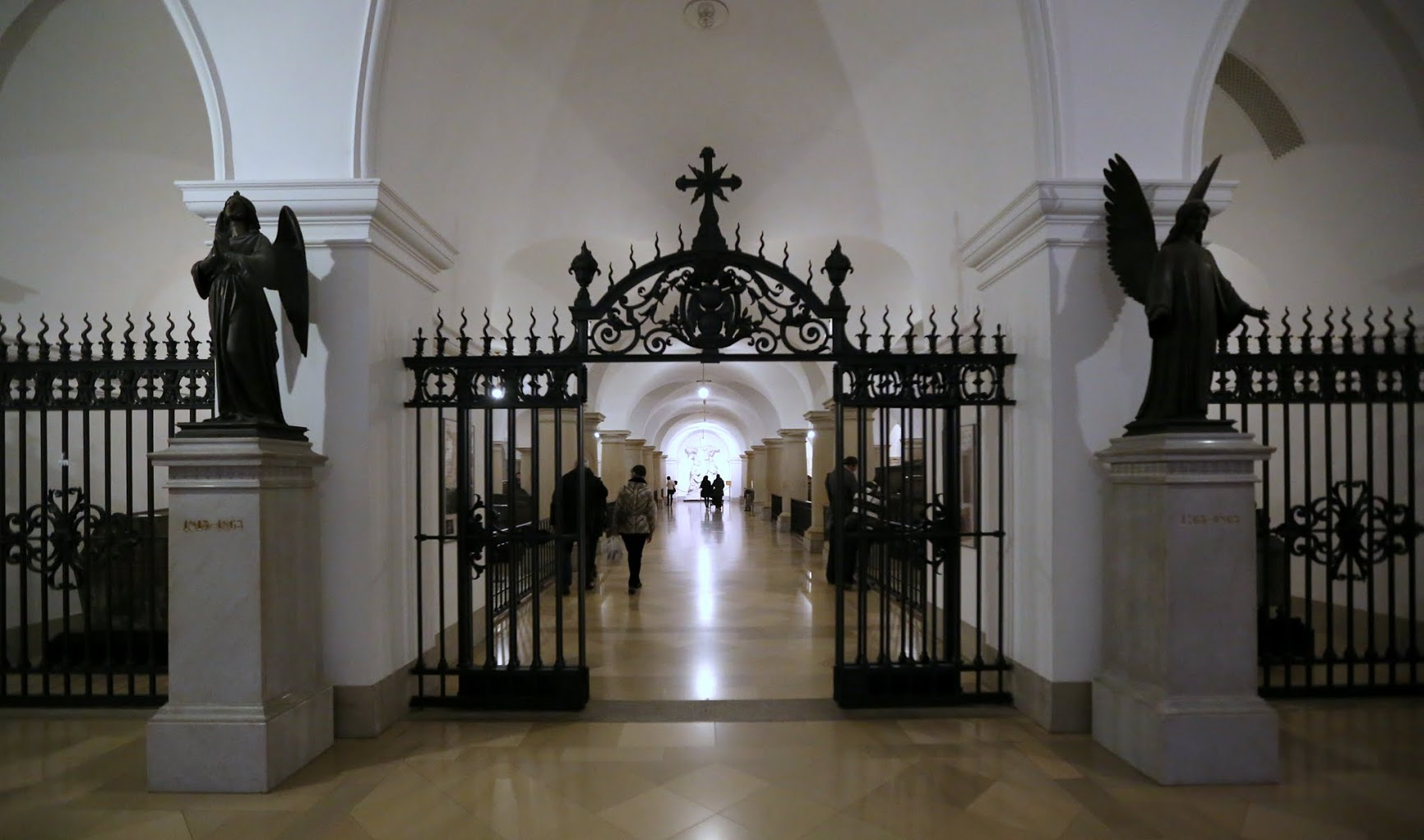
Zugang zur Hohenzollerngruft im Untergeschoss

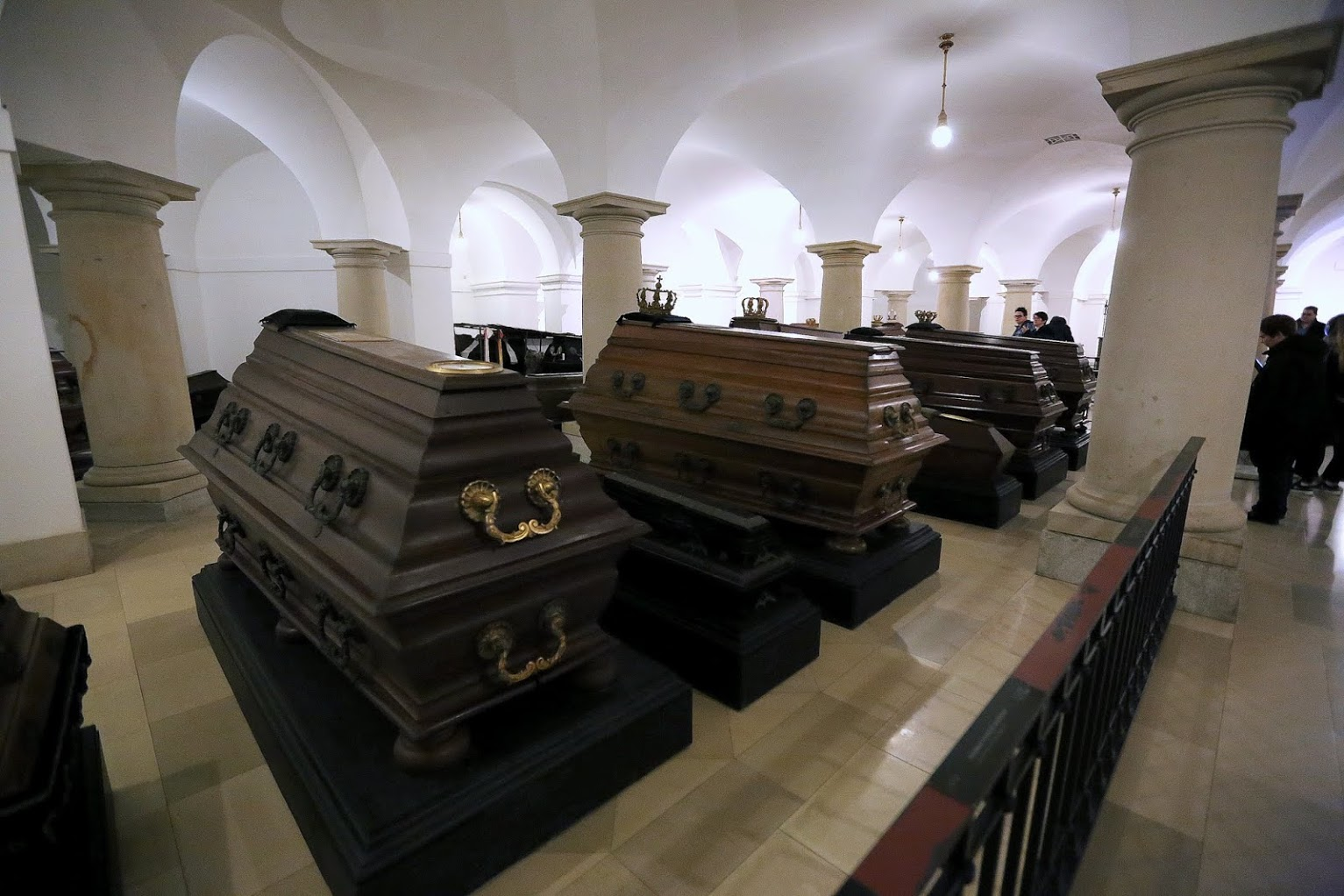
Sarkophage der Hohenzollern in der Gruft

Die fast das gesamte Untergeschoss des Berliner Doms einnehmende Hohenzollerngruft ist die wichtigste dynastische Grabstätte Deutschlands. Sie zählt neben den Grüften der österreichischen Kaiser in der Wiener Kapuzinerkirche, der französischen Könige in der Kathedrale von Saint-Denis bei Paris und der spanischen Könige im Kloster von El Escorial bei Madrid zu den bedeutendsten dynastischen Grabstätten Europas.  In ihr fanden insgesamt 94 Mitglieder des Hauses Hohenzollern vom Ende des 16. bis Anfang des 20. Jahrhunderts ihre letzte Ruhe. Dazu gehören auch Kurfürsten und Könige, die die Geschichte Brandenburgs und Preußens maßgeblich prägten.
Gemeinsam mit den Prunksarkophagen, die ursprünglich weiträumig in der Denkmalskirche standen und seit deren Abriss 1975 beengt in der Predigtkirche stehen, zeugen die Särge von 500 Jahren europäischer Grabkultur. Neben teils aufwändigen Stein- und Metallsarkophagen, die alle Kunststile ab der Spätgotik vertreten, enthält die Hohenzollerngruft auch besonders seltene Holzsärge, die mit Textilien wie Samt oder Brokat bespannt sind. Während des Zweiten Weltkriegs beschädigten Bombentreffer die Gruft schwer und zerstörten einige Särge fast vollständig. Seit der Wiedereröffnung am 20. November 1999 verzeichnet die Hohenzollerngruft rund 720.000 Besucher im Jahr.
Voraussichtlich bis Anfang 2026 wird die Hohenzollerngruft für rund 18,6 Millionen Euro saniert, auch um den Anforderungen eines modernen Besucherbetriebs mit barrierefreier Infrastruktur zu entsprechen. Im Zuge der Sanierung erhält die Hohenzollerngruft außerdem die ursprüngliche Sargaufstellung zurück.
Die oben genannten Prunksarkophage in der Predigtkirche sind als Kenotaphe König Friedrich I. und Königin Sophie Charlotte, Kaiser Friedrich III., Kurfürst Johann Cicero, Kurfürst Friedrich Wilhelm I. und Kurfürstin Dorothea gewidmet. Bis auf die verschollenen Gebeine von Kurfürst Johann Cicero, dessen Grabmal das älteste des Doms ist, befinden sich ihre sterblichen Überreste in Steinsarkophagen mit hölzernen Innensärgen in der Hohenzollerngruft.

### Grabstätten
In der Hohenzollerngruft sind u. a. folgende Personen bestattet (in chronologischer und familiärer Reihenfolge):
(Anmerkung: Die Nummerierung entspricht der an den Särgen angebrachten)
- Nr. 3: Kurfürst Johann (1525–1598) ⚭ Nr. 4: Elisabeth von Anhalt (1563–1607), Tochter Joachim Ernsts von Anhalt
- Nr. 2: Elisabeth Magdalene von Brandenburg (1537–1595), Tochter von Kurfürst Joachim II., (der älteste Sarg der Hohenzollerngruft)
- Nr. 5: Kurfürst Joachim Friedrich (1546–1608) ⚭ Erste Ehe: Nr. 6: Katharina von Brandenburg-Küstrin (1549–1602), Tochter Johanns von Brandenburg-Küstrin
  - Nr. 8: Kurfürst Johann Sigismund (1572–1620)
    - Nr. 15: Joachim Sigismund von Brandenburg (1603–1625)
    - Nr. 16: Albrecht Christian (1609–1609)

  - Nr. 9: August von Brandenburg (1580–1601)
  - Nr. 10: Albert Friedrich von Brandenburg (1582–1600)
  - Nr. 12: Joachim von Brandenburg (1583–1600)
  - Nr. 13: Ernst (1583–1613)
- Kurfürst Joachim Friedrich ⚭ Zweite Ehe: Nr. 7: Eleonore von Preußen (1583–1607), Tochter Albrecht Friedrichs von Preußen
- Nr. 18: Catharina Sophia (1594–1665), Tochter Friedrichs IV. von der Pfalz
- Nr. 17: Elisabeth Charlotte von der Pfalz (1597–1660), Ehefrau von Kurfürst Georg Wilhelm, Tochter von Kurfürst Friedrich IV. von der Pfalz
- Nr. 14: Anna Sophia (1598–1659)
- Nr. 20: Georg (1613–1614)
- Nr. 11: Albrecht (1614–1620)
- Nr. 21: Catharina Sibylla (1615–1615)
- Nr. 22: Ernst (1617–1642)
- Nr. A: Kurfürst Friedrich Wilhelm (1620–1688) ⚭ Erste Ehe: Nr. 24: Luise Henriette von Oranien (1627–1667), Tochter von Friedrich Heinrich (Oranien)
  - Nr. 28: Wilhelm Heinrich (1648–1649)
  - Nr. 47: Karl Emil von Brandenburg (1655–1674)
  - Nr. D: König Friedrich I. in Preußen (1657–1713) ⚭ Erste Ehe: Nr. 45: Elisabeth Henriette von Hessen-Kassel (1661–1683), Tochter von Landgraf Wilhelm VI. von Hessen-Kassel
  - König Friedrich I. ⚭ Zweite Ehe: Nr. C: Sophie Charlotte von Hannover (1668–1705), Tochter Ernst Augusts, des Kurfürst von Hannover
    - Nr. 48: Friedrich August (1685–1686)

  - Nr. 26: Heinrich (1664–1664)
  - Nr. 27: Amalia (1664–1665)
  - Nr. 30: Ludwig von Brandenburg (1666–1687)
- Kurfürst Friedrich Wilhelm ⚭ Zweite Ehe: Nr. B: Dorothea Sophie von Schleswig-Holstein-Sonderburg-Glücksburg (1636–1689), Tochter von Philipp (Schleswig-Holstein-Sonderburg-Glücksburg) (1584–1663)
  - Nr. 31: Philipp Wilhelm von Brandenburg-Schwedt (1669–1711)
  - Nr. 91: Albrecht Friedrich von Brandenburg-Schwedt (1672–1731) ⚭ Marie Dorothea von Kurland (1684–1743), Tochter von Herzog Friedrich II. Kasimir Kettler von Kurland
    - Nr. 92: Friedrich (1704–1707)
    - Nr. 39: Karl Friedrich Albrecht von Brandenburg-Schwedt (1705–1762)
    - Nr. 38: Louise (1709–1726)
    - Nr. 40: Friedrich von Brandenburg-Schwedt (1710–1741)
    - Nr. 94: Friedrich Wilhelm von Brandenburg-Schwedt (1714–1744)

  - Nr. 34: Karl Philipp von Brandenburg-Schwedt (1673–1695)
  - Nr. 95: Christian Ludwig von Brandenburg-Schwedt (1677–1734)
  - Nr. 29: Dorothea (1675–1676)
- Nr. 11: Johann Sigismund (1624–1624)
- Nr. 49: Sophie Dorothea von Hannover (1687–1757), Ehefrau König Friedrich Wilhelms I. in Preußen, Tochter König Georgs I. von Großbritannien
  - Nr. 50: Friedrich Ludwig (1707–1708)
  - Nr. 51: Friedrich Wilhelm (1710–1711)
  - Nr. 53: Charlotte Albertine (1713–1714)
  - Nr. 58: August Wilhelm von Preußen (1722–1758) ⚭ Nr. 59: Luise Amalie von Braunschweig-Wolfenbüttel (1722–1780), Tochter Ferdinand Albrechts II. von Braunschweig
    - Nr. 61: König Friedrich Wilhelm II. von Preußen (1744–1797) ⚭ Nr. 62: Friederike von Hessen-Darmstadt (1751–1805), Tochter Landgraf Ludwigs IX. von Hessen-Darmstadt
      - Nr. 64: Wilhelmine (1772–1773)
      - Nr. 65: Friedrich Ludwig Karl von Preußen (1773–1796), gen. Louis
        - Nr. 66: Friedrich Wilhelm Karl Georg (1795–1798)

      - Nr. 63: (Sohn) (1777)
      - Nr. 88: Karl Heinrich von Preußen (1781–1846), Großmeister der preußischen Johanniter
      - Nr. 87: Wilhelm von Preußen (1783–1851) ⚭ Nr. 84: Maria Anna Amalie von Hessen-Homburg (1785–1846), Tochter Landgraf Friedrichs V. von Hessen-Homburg
        - Nr. 79: Wilhelm (1811–1813)
        - Nr. 89: Adalbert von Preußen (1811–1873)
        - Nr. 74: Thassilo (1813–1814)
        - Nr. 86: Waldemar von Preußen (1817–1849)

    - Nr. 56: Heinrich von Preußen (1747–1767)
    - Nr. 60: Georg Karl Emil (1758–1759)

  - Nr. 55: Anna Amalie von Preußen (1723–1787)
  - Nr. 67: Ferdinand von Preußen (1730–1813) ⚭ Nr. 68: Anna Elisabeth Luise von Brandenburg-Schwedt (1738–1820), Tochter von Friedrich Wilhelm von Brandenburg-Schwedt (1700–1771)
    - Nr. 71: Friederike Elisabeth Dorothea Henriette Amalie (1761–1773)
    - Nr. 70: Friedrich Heinrich Emil Carl (1769–1773)
    - Nr. 72: Ludwig (1771–1790)
    - Nr. 73: Louis Ferdinand Prinz von Preußen (1772–1806)
    - Nr. 69: Friedrich Paul Heinrich August (1776–1776)
    - Nr. 75: August von Preußen (1779–1843)
- Nr. 32: Friederike von Brandenburg-Schwedt (1700–1701)
- Nr. 33: Georg Wilhelm von Brandenburg-Schwedt (1704–1704)
- Nr. 54: Elisabeth Christine von Braunschweig-Bevern (1715–1797), Ehefrau von König Friedrich II., Tochter Herzog Ferdinand Albrechts II. von Braunschweig
- Nr. 52: Ludwig (1717–1719)
- Nr. 57: Wilhelmine von Hessen-Kassel (1726–1808), Ehefrau Heinrichs Prinzen von Preußen, Tochter Landgraf Maximilians von Hessen-Kassel
- Nr. 81: Philippine von Brandenburg-Schwedt (1745–1800), Ehefrau Landgraf Friedrichas II. von Hessen-Kassel, Tochter von Friedrich Wilhelm von Brandenburg-Schwedt (1700–1771)
- Nr. 76: Namenlose Prinzessin (1794), Tochter König Friedrich Wilhelms III. von Preußen
- Nr. 77: Friederike (1799–1800), Tochter von König Friedrich Wilhelm III. von Preußen
- Nr. 78: Ferdinand (1804–1806), Sohn von König Friedrich Wilhelm III. von Preußen
- Nr. 83: Namenloser Prinz (1806), Sohn von Prinz Wilhelm von Oranien
- Nr. 82: Friedrich Wilhelm Ferdinand von Hessen-Kassel (1806–1806), Sohn von Landgraf Wilhelm von Hessen-Kassel
- Nr. 80: Namenloser Prinz (1832), Sohn von Prinz Albrecht von Preußen
- Nr. 88: Anna (1858–1858), Tochter von Prinz Friedrich Karl von Preußen
- Nr. 93: unbekannt

## Domgemeinde und heutige Funktion

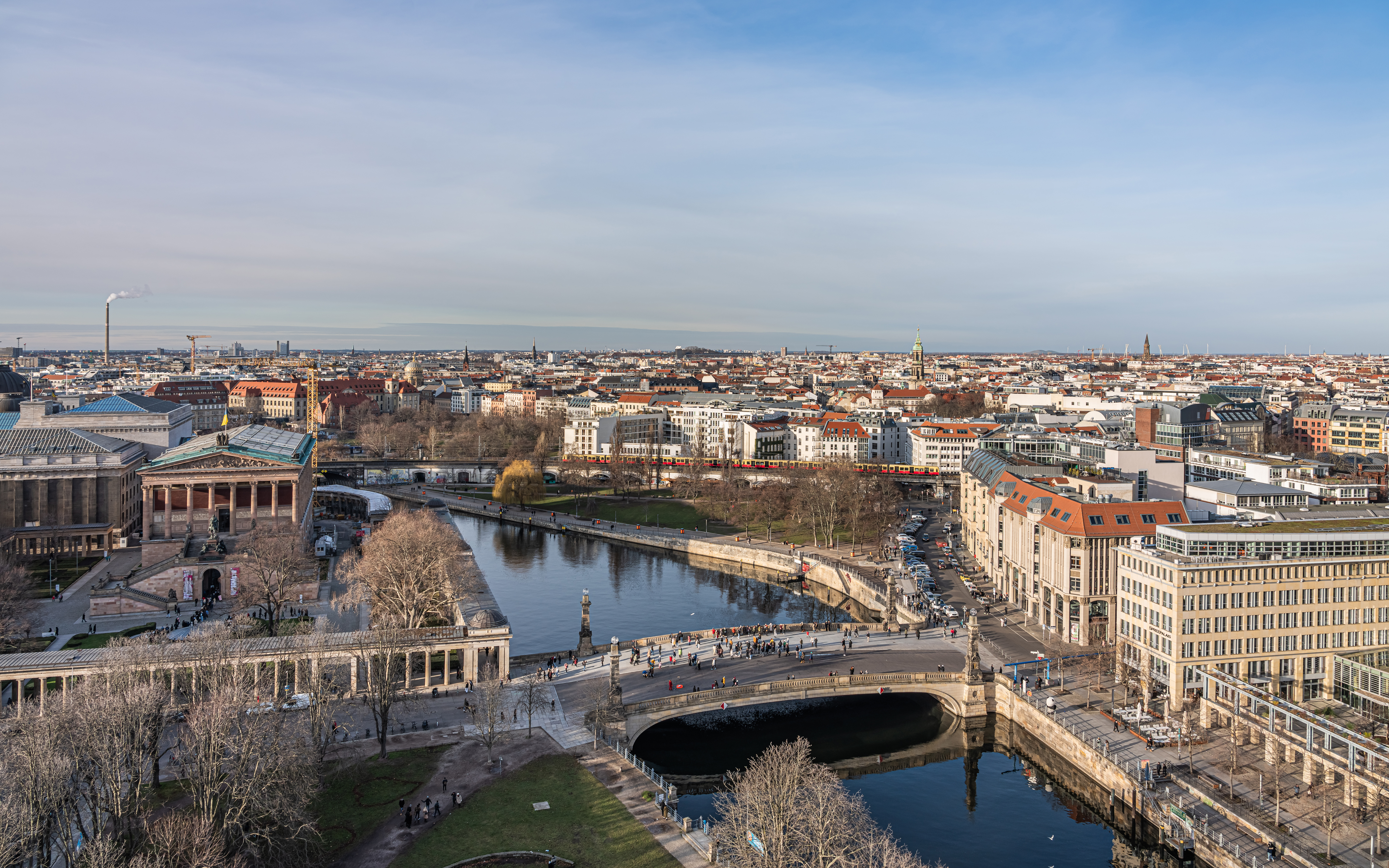
Aussicht von der Kuppel

Die Gemeinde der Oberpfarr- und Domkirche zu Berlin ist eine rund 1800 Mitglieder umfassende und seit Jahren wachsende Personalgemeinde. Sie gehört zum Kirchenkreis Berlin Stadtmitte im Sprengel Berlin der Evangelischen Kirche Berlin-Brandenburg-schlesische Oberlausitz. Eine Sonderstellung innerhalb dieser Landeskirche hat die Domgemeinde durch ihre enge Bindung an die Union Evangelischer Kirchen (UEK), die für sie verschiedene sonst der Landeskirche zustehende Funktionen übernimmt. Dies ergibt sich aus der Rolle der UEK als Rechtsnachfolgerin der Evangelischen Kirche der altpreußischen Union.
Dem „Domkirchenkollegium“ als Leitungsgremium der Domgemeinde gehören neben acht von der Gemeinde gewählten Domkirchenräten und den Dompredigern auch vier entsandte stimmberechtigte Mitglieder an: Je ein Vertreter der Bundesregierung und des Senats von Berlin werden auf deren Vorschlag vom Präsidium der UEK gewählt, das Amt der UEK und die Landeskirche entsenden je einen weiteren Vertreter. Vorsitzende des Gremiums ist seit 2023 Katharina Berner. Die beiden Pfarrstellen der Gemeinde werden wegen der Bedeutung des Doms über die Grenzen der Landeskirche hinaus deutschlandweit ausgeschrieben. Amtierende Domprediger sind Stefan Scholpp (seit 2023, Geschäftsführender Domprediger) und Christiane Münker (seit 2024).
Nach den Zerstörungen des Zweiten Weltkriegs fanden Gottesdienste und Andachten in der Denkmalskirche und ab 1980 in der wiederhergestellten Tauf- und Traukirche statt. Seit 1993 gibt es wieder tägliche Gottesdienste in der Predigtkirche.
Im Berliner Dom fanden die Staatstrauerakte für die ehemaligen Bundespräsidenten Johannes Rau (Februar 2006), Richard von Weizsäcker (Februar 2015), Roman Herzog (Januar 2017) und Horst Köhler (Februar 2025) und für den ehemaligen Präsidenten des Deutschen Bundestages Wolfgang Schäuble (Januar 2024), ein ökumenischer Dankgottesdienst zum 50. Jahrestag der Römischen Verträge (März 2007) sowie die offizielle Trauerfeier für die drei in Afghanistan getöteten deutschen Personenschützer (August 2007) statt.
Die Finanzen der Domgemeinde stammen nur zu 4 % aus Kirchensteuern. Mehr als 80 % werden aus Eintrittsgeldern zum Dom erwirtschaftet, die während der Corona-Krise des Jahres 2020 zurückgingen, was zu einigen Spannungen und Zerwürfnissen in der Leitung über die richtige Leitung der Domgemeinde führte.